# Primer gobierno de Nicolás Maduro
El primer gobierno de Nicolás Maduro comenzó el 5 de marzo de 2013 de forma interina debido a la muerte del presidente Hugo Chávez y ratificado el 19 de abril de 2013 como presidente constitucional tras la celebración de unas elecciones presidenciales, las cuales Nicolás Maduro ganó estrechamente. La oposición acusó dicho proceso electoral de fraudulento.
A nivel legislativo, Maduro gobernó con ley habilitante en dos oportunidades: Desde el 19 de noviembre de 2013 hasta 19 de noviembre de 2014 y desde el 15 de marzo de 2015 hasta el 31 de diciembre de 2015. Tras estallar la crisis institucional de 2017 con la sentencia 156, el gobierno anunció ese año que llevaría a cabo una reforma de la constitución venezolana que nunca se hizo; habilitando a la Asamblea Nacional Constituyente como un congreso paralelo hasta el final de su período.
A nivel económico y energético, su gobierno lidió con el derrumbe de los precios internacionales del petróleo, y sus políticas económicas, heredadas inicialmente del modelo Chávez, derivaron en la crisis económica nacional. Maduro desplazó a Rafael Ramírez, principal ministro de Petróleo durante la gestión de Chávez, y como parte de éstas medidas, se puso en circulación la criptomoneda petro en 2018, levantando también el control de cambios implementado por Chávez y comenzando un proceso de liberalización de la economía, impulsado a través de un programa de ajuste macroeconómico financiado por China. La política de infraestructura estuvo atravesada por el caso Odebrecht.
A nivel social, ocurrieron fuertes protestas en 2014, 2017 y 2018. Según las Naciones Unidas, entre 2014 y 2018 tres millones de venezolanos abandonaron el país durante el primer período presidencial de Maduro. Tras el primer informe Bachelet, el Consejo de Derechos Humanos de la ONU emitió la primera resolución sobre el país en 2018, expresando «preocupación por las graves violaciones de los derechos humanos en el contexto de una crisis política, económica, social y humanitaria», instando al gobierno a aceptar ayuda humanitaria internacional para paliar la escasez de alimentos y medicinas.
Respecto a su política exterior, las relaciones diplomáticas con Panamá estuvieron rotas entre 2014 y 2018, en 2013 Venezuela salió de la Corte Interamericana de Derechos Humanos (CIDH) y en 2017 anunció su salida de la Organización de los Estados Americanos (OEA).
Este periodo terminó en 10 de enero de 2019 con la toma de posesión para un segundo mandato después de las controversiales elecciones presidenciales en 2018.

## Campaña presidencial
El 11 de marzo de 2013, el día de su inscripción presidencial, El presidente Nicolás Maduro presentó el mismo plan de gobierno con el que Hugo Chávez resultó elegido en las elecciones presidenciales de 2012, llamado "Plan de la Patria 2013-2019".

### Elecciones presidenciales

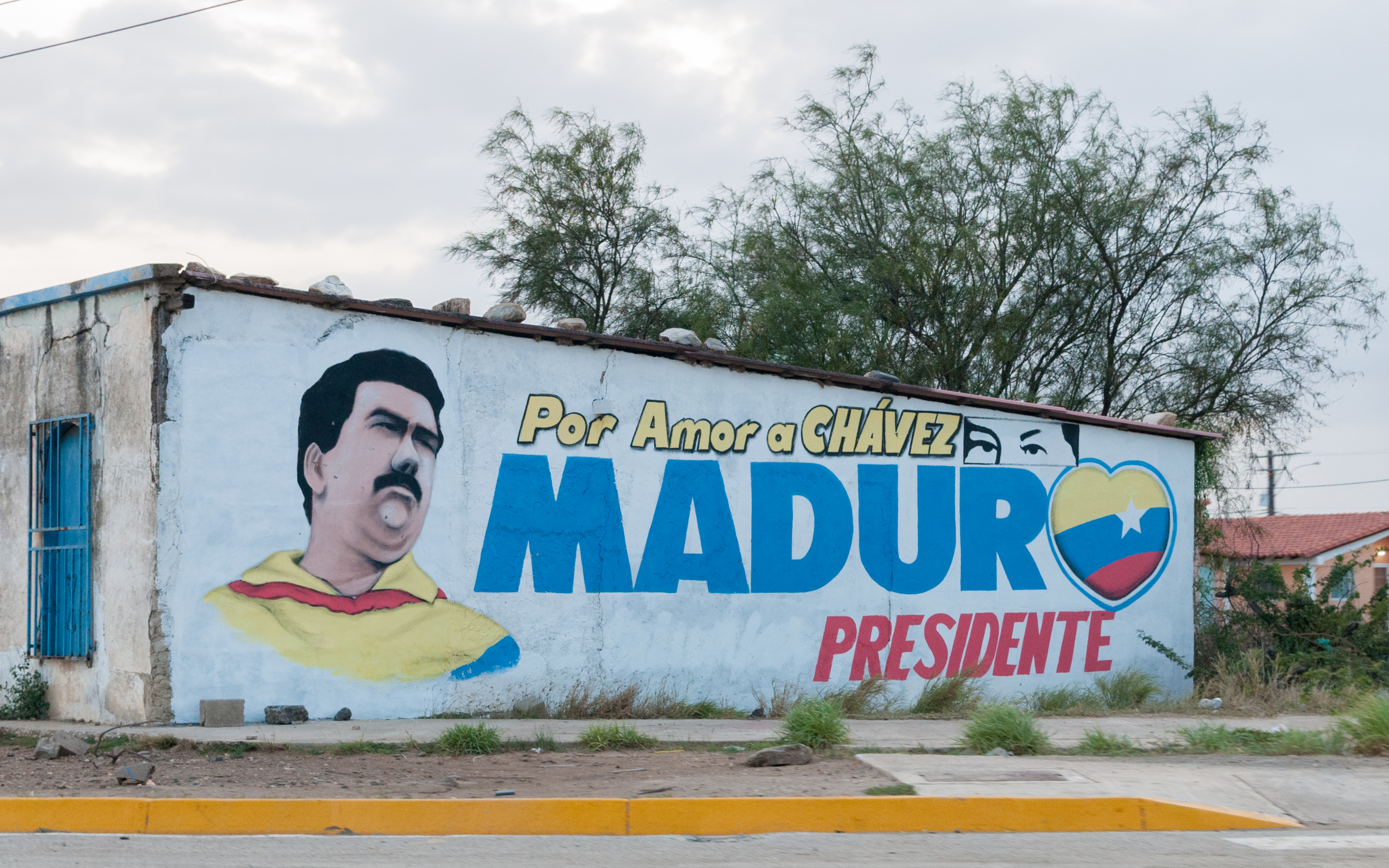
Propaganda con la frase: "Por amor a Chávez, Maduro Presidente". Maduro basó su campaña casi en su totalidad en evocar la imagen de su difunto predecesor.

El 4 de marzo de 2013 el ministro Ernesto Villegas anuncia que la salud del entonces presidente Hugo Chávez presentaba complicaciones causadas por una deficiencia respiratoria que no evolucionó favorablemente. Al día siguiente Hugo Chávez fallece en el Hospital Militar de Caracas. El 8 de marzo la Asamblea Nacional de Venezuela juramenta a Nicolás Maduro como Presidente Encargado, quien en su discurso solicita al CNE la convocatoria de elecciones presidenciales.
El 14 de abril de 2013 se celebraron elecciones presidenciales. El Partido Socialista Unido de Venezuela (PSUV) ganó por mayoría simple las elecciones al obtener el 50.61% de los votos. El partido Primero Justicia (PJ) se mantuvo como el principal partido de la oposición al obtener el 49.12% de los votos, cinco más que en la legislatura anterior. Finalmente, el 19 de abril de 2013, Maduro oficialmente comenzó su presidencia.

## Gabinete
Maduro comenzó su gobierno ratificando a 17 de los 33 ministros que había nombrado el presidente Hugo Chávez antes de morir. Durante su primer gobierno, un promedio de 30% de los ministerios estuvieron dirigidos por militares activos o en reserva.
| Cargo                                                                             | Titular                         | Profesión                     | Período   | Ref.          | Notas                                                          |
| --------------------------------------------------------------------------------- | ------------------------------- | ----------------------------- | --------- | ------------- | -------------------------------------------------------------- |
| Ministerio del Poder Popular de Planificación                                     | Jorge Giordani                  | Ingeniero electrónico         | 2013-2014 |               |                                                                |
| Ministerio del Poder Popular de Planificación                                     | Ricardo Menéndez                |                               | 2014-2019 | [ 21 ]        |                                                                |
| Ministerio de la Defensa                                                          | Diego Molero Bellavia           | Militar                       | 2012-2013 |               |                                                                |
| Ministerio de la Defensa                                                          | Carmen Meléndez                 | Militar                       | 2013-2014 |               |                                                                |
| Ministerio de la Defensa                                                          | Vladimir Padrino López          | Militar                       | 2014-2019 | [ 22 ]        |                                                                |
| Ministerio de Estado para la Nueva Frontera de Paz                                | Gerardo Izquierdo Torres        |                               | 2015-2019 | [ 23 ]        |                                                                |
| Ministerio de Petróleo                                                            | Rafael Ramírez Carreño          | Ingeniero mecánico            | 2014      |               | Ratificado tras la muerte de Chávez                            |
| Ministerio de Petróleo                                                            | Asdrúbal Chávez                 | Ingeniero químico             | 2014-2016 |               |                                                                |
| Ministerio de Petróleo                                                            | Eulogio del Pino                | Ingeniero                     | 2016-2017 |               |                                                                |
| Ministerio de Petróleo                                                            | Nelson Martínez                 | Químico                       | 2017      |               |                                                                |
| Ministerio de Petróleo                                                            | Manuel Quevedo                  | Militar                       | 2017-2020 |               |                                                                |
| Ministerio de Economía y Finanzas                                                 | Nelson Merentes                 | Matemático                    | 2013-2014 |               |                                                                |
| Ministerio de Economía y Finanzas                                                 | Rodolfo Marco Torres            | Militar                       | 2014-2016 |               |                                                                |
| Ministerio de Economía y Finanzas                                                 | Rodolfo Medina del Río          |                               | 2016-2017 |               |                                                                |
| Ministerio de Economía y Finanzas                                                 | Ramón Lobo                      | Periodista                    | 2017      |               |                                                                |
| Ministerio de Economía y Finanzas                                                 | Simón Zerpa                     | Internacionalista             | 2017-2020 |               | Arrestado por el caso PDVSA-Cripto                             |
| Ministerio de Agricultura y Tierras                                               | Yván Gil                        |                               | 2013-2014 |               |                                                                |
| Ministerio de Agricultura y Tierras                                               | José Luis Berroterán            |                               | 2014-2015 |               |                                                                |
| Ministerio de Agricultura y Tierras                                               | Yván Gil                        |                               | 2015-2016 |               | Segunda vez en el cargo                                        |
| Ministerio de Agricultura y Tierras                                               | Wilmar Castro Soteldo           |                               | 2016-2019 | [ 24 ]        |                                                                |
| Ministerio de Desarrollo Minero Ecológico                                         | Roberto Mirabal                 |                               | 2016-2017 |               |                                                                |
| Ministerio de Desarrollo Minero Ecológico                                         | Jorge Arreaza                   | Internacionalista             | 2017      |               | Exministro de Chávez                                           |
| Ministerio de Desarrollo Minero Ecológico                                         | Víctor Cano                     |                               | 2017-2019 |               |                                                                |
| Ministerio de Industrias y Producción Nacional                                    | Ricardo Menéndez                |                               | 2013-2014 |               |                                                                |
| Ministerio de Industrias y Producción Nacional                                    | Wilmer Barrientos               |                               | 2014      |               |                                                                |
| Ministerio de Industrias y Producción Nacional                                    | José David Cabello              |                               | 2014-2015 |               |                                                                |
| Ministerio de Industrias y Producción Nacional                                    | Juan Arias Palacio              |                               | 2016-2018 |               |                                                                |
| Ministerio de Industrias y Producción Nacional                                    | Tareck El Aissami               |                               | 2018-2021 |               |                                                                |
| Ministerio de Comercio Nacional                                                   | Alejandro Fleming               |                               | 2013-2014 |               |                                                                |
| Ministerio de Comercio Nacional                                                   | José Khan                       |                               | 2014      |               |                                                                |
| Ministerio de Comercio Nacional                                                   | Dante Rivas                     |                               | 2014      |               |                                                                |
| Ministerio de Comercio Nacional                                                   | Isabel Delgado                  |                               | 2014-2015 |               |                                                                |
| Ministerio de Comercio Nacional                                                   | José David Cabello              |                               | 2015-2016 |               |                                                                |
| Ministerio de Comercio Nacional                                                   | Miguel Pérez Abad               |                               | 2016      |               |                                                                |
| Ministerio de Comercio Nacional                                                   | Carlos Faría                    |                               | 2016-2017 |               |                                                                |
| Ministerio de Comercio Nacional                                                   | William Contreras               |                               | 2018-2019 |               |                                                                |
| Ministerio de Juventud y Deportes                                                 | El Potro Álvarez                | Beisbolista                   | 2014-2015 |               |                                                                |
| Ministerio de Juventud y Deportes                                                 | Pedro Infante                   |                               | 2015-2016 |               |                                                                |
| Ministerio de Juventud y Deportes                                                 | Mervin Maldonado                |                               | 2016-2017 |               |                                                                |
| Ministerio de Juventud y Deportes                                                 | Pedro Infante                   |                               | 2017-2020 |               | Segunda vez en el cargo                                        |
| Ministerio del Proceso Social del Trabajo                                         | María Cristina Iglesias         |                               | 2013-2014 |               |                                                                |
| Ministerio del Proceso Social del Trabajo                                         | Jesús Martínez                  |                               | 2014-2016 |               |                                                                |
| Ministerio del Proceso Social del Trabajo                                         | Oswaldo Vera                    |                               | 2016      |               |                                                                |
| Ministerio del Proceso Social del Trabajo                                         | Francisco Torrealba             |                               | 2016-2017 |               |                                                                |
| Ministerio del Proceso Social del Trabajo                                         | Néstor Ovalles                  |                               | 2017-2018 |               |                                                                |
| Ministerio del Proceso Social del Trabajo                                         | Eduardo Piñate                  |                               | 2018-2021 |               |                                                                |
| Ministerio de Vivienda y Hábitat                                                  | Ricardo Molina                  |                               | 2013-2015 |               |                                                                |
| Ministerio de Vivienda y Hábitat                                                  | Manuel Quevedo                  |                               | 2015-2017 |               |                                                                |
| Ministerio de Vivienda y Hábitat                                                  | Ildemaro Villarroel Arismendi   |                               | 2017-2019 | [ 25 ]        |                                                                |
| Ministerio de Comunas y Movimientos Sociales                                      | Reinaldo Iturriza               |                               | 2013-2014 |               |                                                                |
| Ministerio de Comunas y Movimientos Sociales                                      | Elías Jaua                      | Sociólogo                     | 2014-2015 |               | Exministro de Chávez / Antes ministro de Relaciones Exteriores |
| Ministerio de Comunas y Movimientos Sociales                                      | Rosángela Orozco                |                               | 2015      |               |                                                                |
| Ministerio de Comunas y Movimientos Sociales                                      | Aristóbulo Iztúriz              | Docente                       | 2017      |               | Exministro de Chávez                                           |
| Ministerio de Comunas y Movimientos Sociales                                      | Kira Andrade                    |                               | 2017-2018 |               |                                                                |
| Ministerio de Comunas y Movimientos Sociales                                      | Aristóbulo Iztúriz              | Docente                       | 2018      |               | Segunda vez en el cargo                                        |
| Ministerio de Comunas y Movimientos Sociales                                      | Blanca Eekhout                  |                               | 2018-2020 |               |                                                                |
| Ministerio de los Pueblos Indígenas                                               | Aloha Núñez                     |                               | 2013-2015 |               |                                                                |
| Ministerio de los Pueblos Indígenas                                               | Clara Vidal                     |                               | 2015-2016 |               |                                                                |
| Ministerio de los Pueblos Indígenas                                               | Aloha Núñez                     |                               | 2016-2017 |               |                                                                |
| Ministerio de los Pueblos Indígenas                                               | Yamilet Mirabal Calderón        |                               | 2017-2018 |               |                                                                |
| Ministerio de los Pueblos Indígenas                                               | Aloha Núñez                     |                               | 2018-2020 |               |                                                                |
| Ministerio de la Mujer y la Igualdad de Género                                    | Andreína Tarazón                |                               | 2013-2015 |               |                                                                |
| Ministerio de la Mujer y la Igualdad de Género                                    | Gladys Requena                  |                               | 2015-2016 |               |                                                                |
| Ministerio de la Mujer y la Igualdad de Género                                    | Blanca Eekhout                  |                               | 2016-2018 |               |                                                                |
| Ministerio de la Mujer y la Igualdad de Género                                    | Caryl Bertho                    |                               | 2018-2019 |               |                                                                |
| Ministerio de Educación                                                           | Héctor Rodríguez                |                               | 2013-2015 |               | Exministro de Chávez                                           |
| Ministerio de Educación                                                           | Rodulfo Pérez                   |                               | 2015-2017 |               |                                                                |
| Ministerio de Educación                                                           | Elías Jaua                      |                               | 2017-2018 |               | Exministro de Chávez                                           |
| Ministerio de Educación                                                           | Aristóbulo Iztúriz              |                               | 2018-2021 |               | Exministro de Chávez                                           |
| Ministerio de Salud                                                               | Isabel Iturria                  |                               | 2013      |               |                                                                |
| Ministerio de Salud                                                               | Francisco Armada                |                               | 2014      |               |                                                                |
| Ministerio de Salud                                                               | Nancy Pérez                     |                               | 2014      |               |                                                                |
| Ministerio de Salud                                                               | Henry Ventura                   |                               | 2015      |               |                                                                |
| Ministerio de Salud                                                               | Luisana Melo                    |                               | 2016      |               |                                                                |
| Ministerio de Salud                                                               | Antonieta Caporale              |                               | 2017      |               |                                                                |
| Ministerio de Salud                                                               | Luis López Chejade              |                               | 2017-2018 |               |                                                                |
| Ministerio de Salud                                                               | Carlos Alvarado González        |                               | 2018-2022 |               |                                                                |
| Ministerio de Educación Universitaria                                             | Ricardo Menéndez                |                               | 2014      |               | Exministro de Chávez                                           |
| Ministerio de Educación Universitaria                                             | Jehyson Guzmán                  | Administrador                 | 2014-2016 |               |                                                                |
| Ministerio de Educación Universitaria                                             | Jorge Arreaza                   | Internacionalista             | 2016-2017 |               | Exministro de Chávez                                           |
| Ministerio de Educación Universitaria                                             | Hugbel Roa                      |                               | 2017-2019 |               |                                                                |
| Ministerio del Despacho de la Presidencia y Seguimiento de la Gestión de Gobierno | Carmen Meléndez                 | Militar                       | 2012-2013 |               | Exministra de Chávez                                           |
| Ministerio del Despacho de la Presidencia y Seguimiento de la Gestión de Gobierno | Wilmer Barrientos               | Militar                       | 2013-2014 |               |                                                                |
| Ministerio del Despacho de la Presidencia y Seguimiento de la Gestión de Gobierno | Hugo Cabezas Bracamonte         | Abogado                       | 2014      |               | Exministro de Chávez                                           |
| Ministerio del Despacho de la Presidencia y Seguimiento de la Gestión de Gobierno | Carlos Osorio                   | Militar                       | 2014-2015 |               | Exministro de Chávez                                           |
| Ministerio del Despacho de la Presidencia y Seguimiento de la Gestión de Gobierno | Carmen Meléndez                 |                               | 2015      |               | Exministra de Chávez / Segunda vez en el cargo                 |
| Ministerio del Despacho de la Presidencia y Seguimiento de la Gestión de Gobierno | Jesús Salazar                   |                               | 2016      |               |                                                                |
| Ministerio del Despacho de la Presidencia y Seguimiento de la Gestión de Gobierno | Carmen Meléndez                 | Militar                       | 2016-2017 |               | Exministra de Chávez / Tercera vez en el cargo                 |
| Ministerio del Despacho de la Presidencia y Seguimiento de la Gestión de Gobierno | Carlos Osorio                   | Militar                       | 2017      |               | Exministro de Chávez                                           |
| Ministerio del Despacho de la Presidencia y Seguimiento de la Gestión de Gobierno | Erika Farías                    |                               | 2017      |               | Exministra de Chávez                                           |
| Ministerio del Despacho de la Presidencia y Seguimiento de la Gestión de Gobierno | Jorge Elieser Márquez           | Militar                       | 2017-2024 | [ 26 ] [ 27 ] |                                                                |
| Ministerio de Relaciones Exteriores                                               | Elías Jaua                      | Sociólogo                     | 2013-2014 |               | Exministro de Chávez                                           |
| Ministerio de Relaciones Exteriores                                               | Rafael Ramírez Carreño          | Ingeniero mecánico            | 2014      |               | Exministro de Chávez                                           |
| Ministerio de Relaciones Exteriores                                               | Delcy Rodríguez                 | Abogada                       | 2014-2017 |               | Exministra de Chávez                                           |
| Ministerio de Relaciones Exteriores                                               | Samuel Moncada                  |                               | 2017      |               | Exministro de Chávez                                           |
| Ministerio de Relaciones Exteriores                                               | Jorge Arreaza                   | Internacionalista             | 2017-2021 |               | Exministro de Chávez                                           |
| Ministerio de Relaciones Interiores, Justicia y Paz                               | Néstor Reverol                  | Militar                       | 2013      |               |                                                                |
| Ministerio de Relaciones Interiores, Justicia y Paz                               | Miguel Rodríguez Torres         | Militar                       | 2013-2014 |               |                                                                |
| Ministerio de Relaciones Interiores, Justicia y Paz                               | Carmen Meléndez                 | Militar                       | 2014-2015 |               |                                                                |
| Ministerio de Relaciones Interiores, Justicia y Paz                               | Gustavo González López          | Militar                       | 2015-2016 |               |                                                                |
| Ministerio de Relaciones Interiores, Justicia y Paz                               | Néstor Reverol                  | Militar                       | 2016-2020 |               |                                                                |
| Ministerio del Servicio Penitenciario                                             | Iris Varela                     | Abogada                       | 2013-2017 |               | Ratificada tras la muerte de Chávez                            |
| Ministerio del Servicio Penitenciario                                             | Mirelys Contreras               |                               | 2017-2018 |               |                                                                |
| Ministerio del Servicio Penitenciario                                             | Iris Varela                     | Abogada                       | 2018-2020 |               | Exministra de Chávez / Segunda vez en el cargo                 |
| Ministerio de Comunicación e Información                                          | Delcy Rodríguez                 | Abogada                       | 2013-2014 |               | Exministra de Chávez                                           |
| Ministerio de Comunicación e Información                                          | Jacqueline Faría                |                               | 2014-2015 |               |                                                                |
| Ministerio de Comunicación e Información                                          | Desirée Santos Amaral           |                               | 2015-2016 |               |                                                                |
| Ministerio de Comunicación e Información                                          | Luis José Marcano               |                               | 2016      |               |                                                                |
| Ministerio de Comunicación e Información                                          | Ernesto Villegas                |                               | 2016-2017 |               | Exministro de Chávez                                           |
| Ministerio de Comunicación e Información                                          | Jorge Rodríguez Gómez           |                               | 2017-2020 |               |                                                                |
| Ministerio de Turismo                                                             | Andrés Izarra                   |                               | 2013-2015 |               | Exministro de Chávez                                           |
| Ministerio de Turismo                                                             | Marleny Contreras               |                               | 2015-2018 |               |                                                                |
| Ministerio de Turismo                                                             | Stella Lugo                     |                               | 2018-2019 |               |                                                                |
| Ministerio de Cultura                                                             | Fidel Barbarito                 | Músico                        | 2013-2014 |               |                                                                |
| Ministerio de Cultura                                                             | Reinaldo Iturriza               | Sociólogo                     | 2014-2016 |               |                                                                |
| Ministerio de Cultura                                                             | Freddy Ñáñez                    | Comunicador social y filósofo | 2016-2017 |               |                                                                |
| Ministerio de Cultura                                                             | Adán Chávez                     |                               | 2017      |               | Exministro de Chávez                                           |
| Ministerio de Cultura                                                             | Ana Reyes                       |                               | 2017      |               |                                                                |
| Ministerio de Cultura                                                             | Ernesto Villegas                | Periodista                    | 2017-2019 | [ 28 ]        |                                                                |
| Ministerio de Energía Eléctrica                                                   | Jesse Chacón                    |                               | 2013-2015 |               | Exministro de Chávez                                           |
| Ministerio de Energía Eléctrica                                                   | Luis Motta Domínguez            | Militar                       | 2015-2019 |               |                                                                |
| Ministerio de Energía Eléctrica                                                   | Freddy Brito                    |                               | 2019-2020 |               |                                                                |
| Ministerio de Energía Eléctrica                                                   | Igor Gavidia León               |                               | 2019      |               |                                                                |
| Ministerio de Ecosocialismo                                                       | Dante Rivas                     |                               | 2013      |               |                                                                |
| Ministerio de Ecosocialismo                                                       | Miguel Leonardo Rodríguez       |                               | 2013-2014 |               |                                                                |
| Ministerio de Ecosocialismo                                                       | Guillermo Barreto               |                               | 2015-2016 |               |                                                                |
| Ministerio de Ecosocialismo                                                       | Ernesto Paiva                   |                               | 2016-2017 |               |                                                                |
| Ministerio de Ecosocialismo                                                       | Ramón Celestino Velázquez       | Militar                       | 2017-2018 |               |                                                                |
| Ministerio de Ecosocialismo                                                       | Heryck Rangel                   |                               | 2018-2019 |               |                                                                |
| Ministerio de Obras Públicas                                                      | César Alberto Salazar           | Militar                       | 2017-2018 |               |                                                                |
| Ministerio de Obras Públicas                                                      | Marleny Contreras               | Ingeniera civil               | 2018-2019 |               | Antes ministra de Turismo                                      |
| Ministerio de Obras Públicas                                                      | Raúl Alfonso Paredes            |                               | 2019      | [ 29 ]        |                                                                |
| Ministerio de Transporte Terrestre                                                | Juan de Jesús García Toussaintt | Militar                       | 2013      |               |                                                                |
| Ministerio de Transporte Terrestre                                                | Haiman El Troudi                |                               | 2014-2015 |               | Exministro de Chávez                                           |
| Ministerio de Transporte Terrestre                                                | Luis Sauce                      |                               | 2015-2016 |               |                                                                |
| Ministerio de Transporte Terrestre                                                | Ricardo Molina                  |                               | 2016-2017 |               | Exministro de Chávez                                           |
| Ministerio de Transporte Terrestre                                                | Juan de Jesús García Toussaintt | Militar                       | 2017      |               | Segunda vez en el cargo                                        |
| Ministerio de Transporte Terrestre                                                | Carlos Osorio                   | Militar                       | 2017-2018 |               |                                                                |
| Ministerio de Transporte Terrestre                                                | Hipólito Abreu                  |                               | 2018-2022 |               |                                                                |

## Política nacional

### Política legislativa

Composición de la Asamblea Nacional (2010-2015): en rojo el PSUV, partido oficialista.

Composición de la Asamblea Nacional (2015-2020).

#### Ley habilitante
Seis meses después de ser elegido, el presidente Maduro gobernó con ley habilitante en dos oportunidades: desde el 19 de noviembre de 2013 hasta 19 de noviembre de 2014 y desde el 15 de marzo de 2015 hasta el 31 de diciembre de 2015, tras la aprobación por parte de la Asamblea Nacional de su solicitud a través de la Ley Habilitante.
En octubre de 2013, Maduro solicitó una ley habilitante para aprobar leyes con el fin de luchar contra la corrupción y también para encarar, lo que él llamó, una "guerra económica". El 19 de noviembre de 2013, la Asamblea Nacional concedió a Maduro el poder de aprobar leyes hasta el 19 de noviembre de 2014.
El 10 de marzo de 2015, Maduro solicitó otra habilitante en una segunda oportunidad, un tiempo después de las sanciones impuestas por los Estados Unidos a siete funcionarios del gobierno venezolano. La Ley Habilitante se utilizará para "enfrentar" lo que Maduro llamó "la agresión del país más poderoso el mundo, los Estados Unidos ". Días después, el 15 de marzo de 2015, la Asamblea Nacional otorgó el poder a Maduro para dictar decretos ley hasta el 31 de diciembre de 2015.

#### Asamblea Nacional Constituyente
El 1 de mayo de 2017, mediante el decreto N.º 2830 del Presidente Maduro, publicado en la  Gaceta oficial N° 6295 convocaba a la Asamblea Nacional Constituyente y definía los objetivos de ésta, incluyendo: "el perfeccionamiento del sistema económico nacional hacia la Venezuela Potencia", "desarrollar el Estado democrático, social, hacia un Estado de la Suprema Felicidad Social, con el fin de preservar y ampliar el legado del Comandante Hugo Chávez", posteriormente la Asamblea amplio sus competencias al generar nuevas leyes constitucionales "la ampliación de las competencias del Sistema de Justicia, para erradicar la impunidad de los delitos, especialmente (...) la promoción del odio social y la injerencia extranjera", "el desarrollo constitucional de los valores espirituales que nos permitan reconocernos como venezolanos y venezolanas" y "el desarrollo de una cultura ecológica en nuestra sociedad".

Conformacion de la ANC.
En rojo: Gran polo patriótico Simón Bolívar.
En gris: Vacantes

El decreto presidencial también creaba una comisión que definiría un método para elegir a los integrantes de la asamblea constituyente, combinando "las modalidades territorial y sectorial". Este método, denominado "bases comiciales", estableció que los constituyentes fueran 8 'indígenas', 364 'territoriales' y 173 'sectoriales', conformando este último grupo de 8 representantes "campesinos y campesinas, pescadoras y pescadores", 5 representantes de "personas con discapacidad", 5 de "los empresarios y las empresarias", 3 de "los estudiantes de universidades privadas" y 11 de las públicas, 12 representantes de los "trabajadores del sector social", 11 de los trabajadores de "comercio y banca", y 11 constituyentes en representación de los trabajadores "de la economía popular independiente", entre otros sectores y subsectores.
Dieciocho países, incluyendo muchos de América Latina, así como también los 28 países miembro de la Unión Europea, anunciaron que no reconocen los resultados de esta elección ni tampoco a la asamblea constituyente que surge de ésta, debido al señalamiento de diferentes irregularidades que atentaban contra la democracia venezolana y agravaría la crisis institucional.
En diciembre de 2018 se extinguió la Asamblea sin saber que beneficio trajo al país los más de 540 parlamentarios de la Asamblea Constituyente que lograron obstaculizar las funciones de la IV Legislatura de la Asamblea Nacional de Venezuela En junio de 2022 la empresa Smartmatic denunció al Gobierno de Venezuela por 1,500 millones de dólares por fraude en junio de 2017 durante las elecciones de la Asamblea constituyente.

##### Proyecto de reforma constitucional
Después de perder la mayoría en la Asamblea Nacional e instaurarse el 5 de enero de 2016 en el Congreso, el TSJ la censuró en desacato el 9 de enero a la nueva Asamblea de donde nació una crisis institucional durante 2016 y parte de 2017. Neutralizada la Asamblea y sin saber como retornar a la democracia el gobierno decide convocar el 1 de mayo del 2017 por intermedio de su vocero, Maduro convocó a la Asamblea Nacional Constituyente mediante decreto presidencial N° 2830. La misma estaría encargada bajo pretexto de redactar una nueva Constitución para Venezuela. Aunque inicialmente tendría una vigencia de dos años, el 21 de mayo de 2019 la asamblea aprobó un decreto mediante el cual extendía su vigencia al menos hasta el 31 de diciembre de 2020. En el ámbito internacional algunos países, como los miembros del Grupo de Lima y la Unión Europea, desconocen a la asamblea. Entre los que si la reconocen se encuentran Bolivia, Cuba, Irán, Nicaragua, Rusia y Siria.

### Política judicial

#### Nombramientos de magistrados
Las elecciones parlamentarias de Venezuela de 2015 se celebraron el 6 de diciembre de 2015. Las elecciones resultaron en la victoria de la Mesa de la Unidad Democrática (MUD), principal movimiento de oposición al gobierno del presidente Nicolás Maduro, con 112 de los 167 diputados de la Asamblea Nacional (56,2% de los votos), y la primera victoria electoral de peso para la oposición en 17 años.
Ante la victoria de la oposición, el chavismo respondió con la designación de 13 magistrados principales y 21 suplentes del TSJ realizada el 23 de diciembre de 2015 por la Asamblea Nacional mayoritariamente chavista en un tiempo récord menor de quince días. Tanto la oposición como distintos juristas calificaron el acto de designación como ilegal por no haberse realizado según lo que ordena la Constitución y la LOTSJ, incluyendo la violación del periodo de impugnaciones, la falta de respuesta de las mismas y la omisión de la selección definitiva de los postulados, además de realizarla habiendo terminado el año legislativo el 15 de diciembre.

#### Suspensión de diputados de Amazonas
El 5 de enero de 2016 se inició el período constitucional del Poder Legislativo Nacional, con un total de 163 de 167 diputados totales electos en diciembre de 2015, debido a la suspensión de la elección del estado Amazonas por parte del Tribunal Supremo de Justicia venezolano (TSJ), afectando a 4 diputados. El 6 de enero de 2016, antes del inicio de la primera sesión ordinaria fueron juramentados por el presidente de la asamblea Henry Ramos Allup 3 de los 4 diputados cuyas elecciones fueron suspendidas por el TSJ, aduciendo que la decisión de este tribunal era inconstitucional. El restante diputado, quien pertenece al Partido Socialista Unido de Venezuela, decidió no juramentarse. Días después los diputados deciden desincorporarse para cesar con el supuesto "desacato", siendo aprobado por el Parlamento y notificándole al TSJ el 13 de enero la decisión, el cual no ha emitido un fallo para levantar la sentencia del desacato hasta la actualidad.

#### Crisis institucional
A raíz de la crisis institucional de Venezuela de 2017, el Ministerio Público solicitó formalmente anular el nombramiento alegando que dicho proceso estuvo viciado. En consecuencia la Asamblea Nacional, ahora de mayoría opositora, el 13 de junio de 2017 juramentó al Comité de Postulaciones Judiciales, presidido por el diputado Carlos Berrizbeitia, para la elección de nuevos magistrados principales del TSJ. A pesar de que todas las etapas contempladas en la constitución y en la Ley Orgánica del Tribunal Supremo de Justicia fueron realizadas, el Consejo Moral Republicano de Venezuela rechazó realizar la preselección alegando que dicho proceso era extemporáneo.  Pese a la negativa del Consejo, el 21 de julio de 2017 la Asamblea Nacional designó a 13 magistrados principales y 21 suplentes; para el 24 de julio, tres magistrados habían sido detenidos y 30 se encontraban en la clandestinidad.
La Fiscal general Luisa Ortega Díaz criticó esta designación, pues a su juicio esto creaba desorden en el Estado. Por su parte el TSJ advirtió que dicha designación era nula bajo el pretexto del supuesto desacato en el que se mantenía la Asamblea Nacional, al mismo tiempo que solicitó a la justicia civil y militar ejercer las medidas de coerción necesarias.

### Política electoral

#### Elecciones Municipales de 2013

##### Dakazo

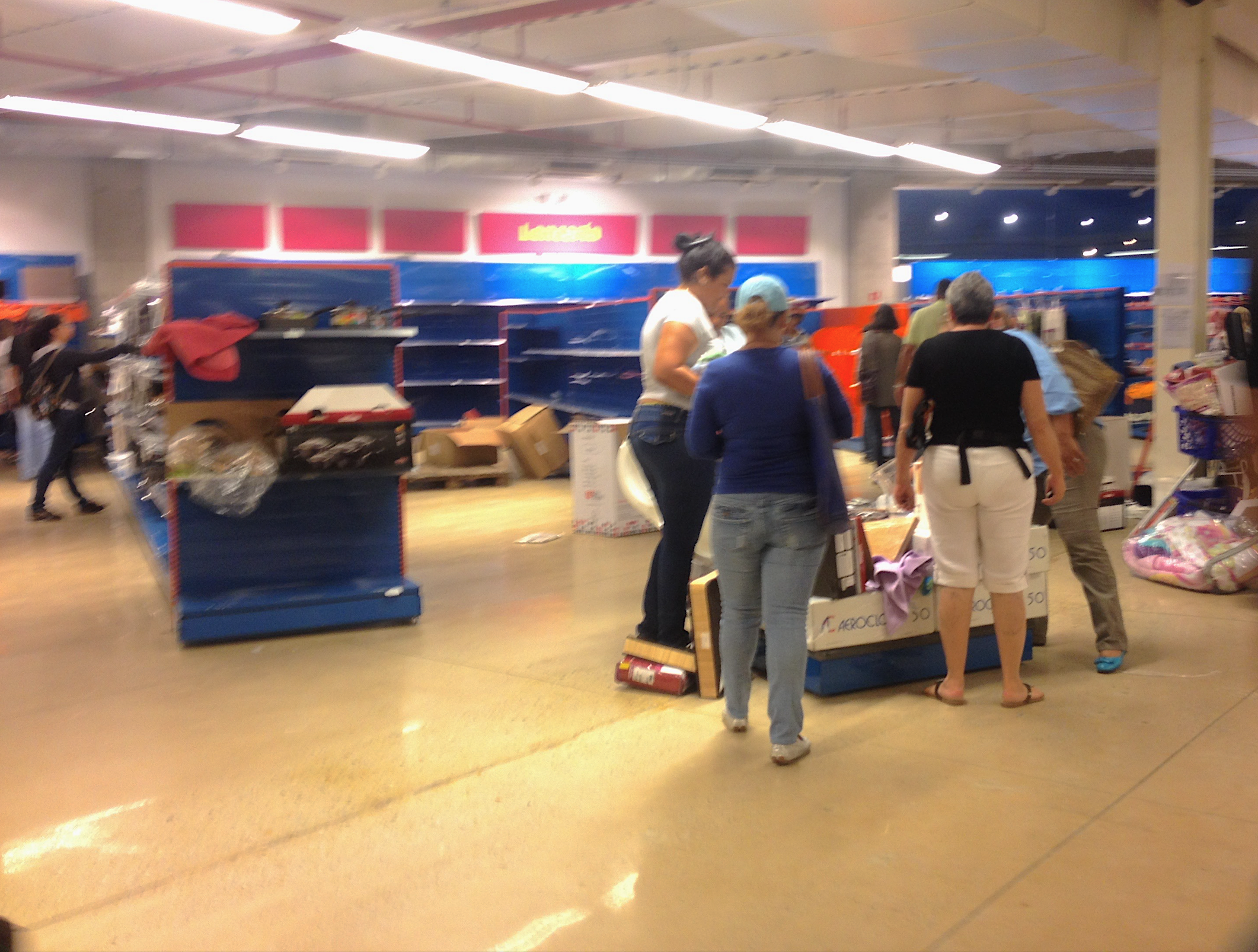
Dakazo.

El Dakazo fue una serie de acciones tomadas por el gobierno venezolano forzando a las tiendas de electrodomésticos principalmente Daka, a vender productos a precios mucho más bajos el 8 de noviembre de 2013, semanas antes de las elecciones municipales ese mismo año y un mes antes de Navidad. Los cambios de precios ayudaron a que el partido gobernante, el PSUV, ganaran algunas de las elecciones municipales, pero causaron saqueos y escasez de productos en los siguientes meses.

##### Elecciones municipales
Las elecciones municipales se tenían previsto realizarlas el domingo 14 de abril de 2013 pero debido a la muerte del Presidente Hugo Chávez y el anuncio de nuevas elecciones presidenciales para el mismo día, el Consejo Nacional Electoral decidió posponerlas para el 8 de diciembre de 2013. Los resultados ofrecidos por el CNE indican una victoria del PSUV y sus aliados en la mayoría de los municipios del país, ya que obtuvieron 240 de las 337 alcaldías, pese a que las grandes ciudades quedaron regidas por candidatos opositores  además de obtener la mayoría de los concejos municipales y mayoría de votos a nivel nacional con 5.216.522 votos para la alianza oficialista lo que representa 48,69%, mientras que la alianza opositora MUD obtuvo 4.373.910 votos para 39,34%. La oposición habría obtenido al menos 81 alcaldías, lo que supone un incremento de 33,9% frente a los 56 burgomaestres que ostentaba desde hace cuatro años.

#### Suspensión del referéndum presidencial
El 20 de octubre de 2016, el Consejo Nacional Electoral (CNE) venezolano suspendió, hasta nuevo aviso, la recolección de las firmas correspondientes al 20 por ciento de los inscritos en el Registro Electoral nacional para solicitar el referéndum revocatorio contra el mandato del presidente. Esto se debió a que cinco diferentes tribunales de los estados de Carabobo, Aragua, Bolívar, Monagas y Apure dictaminaron de manera paralela la anulación del primer proceso de recolección de firmas para el referéndum. El 21 de octubre, lo mismo hizo el tribunal penal del estado de Zulia.

##### Consideraciones
Opositores al gobierno de Maduro consideraron la anulación como un rompimiento del hilo constitucional de Venezuela, y fue denunciado por el Secretario General de la OEA, ya que esta votación popular está garantizada y protegida por la constitución de Venezuela de 1999, establecida durante el gobierno de Hugo Chávez. 11 países miembros de la OEA dieron a conocer en una carta pública su preocupación por la suspensión del referéndum revocatorio.

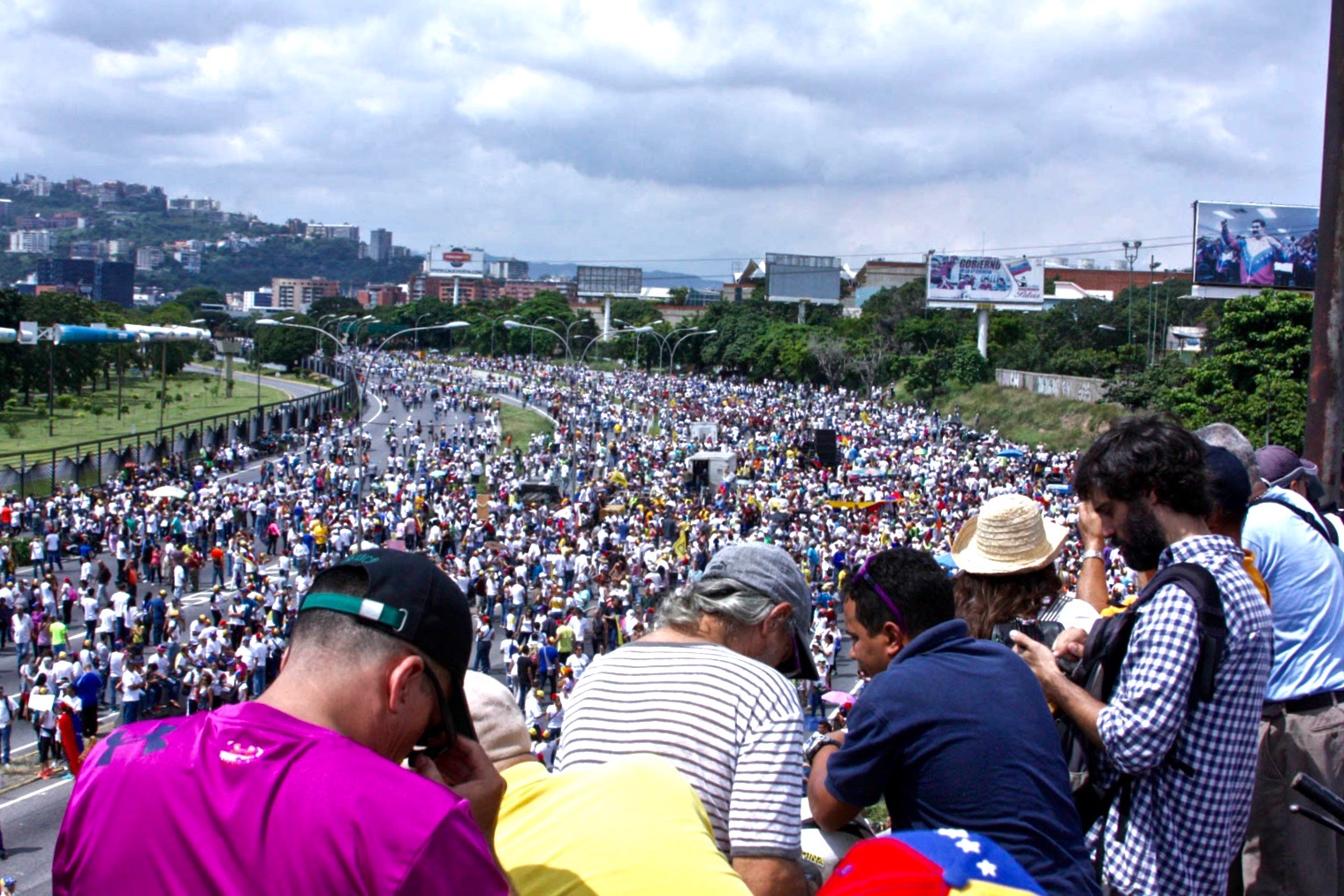
Protestas por la suspensión del referéndum

Asimismo, los opositores aseguran que el supuesto rompimiento constitucional es exacerbado por la decisión de adoptar un fallo de un tribunal inferior de jurisdicción regional, como si fuera un fallo válido para todo el país. Supuestamente esta actuación sería irregular porque iría en contra de los mecanismos estándares de legislación venezolana, donde un tribunal de jurisdicción nacional sería el único válido para modificar o suspender la realización de un referéndum nacional.
La Huelga general de Venezuela de 2016 fue convocada para el viernes 28 de octubre de 2016, por varias organizaciones sindicales venezolanas, entre ellas AD, ABP, Convergencia, FL, PJ, Un Nuevo Tiempo,  y movimientos como el Movimiento estudiantil venezolano  como protesta contra la suspensión del referéndum presidencial.

#### Elecciones presidenciales de 2018

Centro electoral vacío en Caracas durante las elecciones de 2018.

Las elecciones presidenciales de Venezuela para el período 2019-2025 se llevaron a cabo el domingo 20 de mayo de 2018. Organismos internacionales como la Oficina del Alto Comisionado de las Naciones Unidas para los Derechos Humanos, la Unión Europea, la Organización de Estados Americanos y otros países rechazaron la convocatoria por su falta de transparencia y de garantías electorales y afirmaron su no reconocimiento a los resultados. Sin embargo, otros países como Rusia, China, Turquía, Corea del Norte, Irán, Bolivia, Cuba, El Salvador y Nicaragua expresaron su apoyo a los comicios.
La elección, al no contener transparencia en el proceso de convocación y realización, además de denuncias presentadas en contra de su utilización referente a puntos políticos cercanos a los centros electorales, y la parcialidad del poder electoral, fue criticada internacionalmente. La contienda se ubicó con la abstención más alta en la historia de los comicios presidenciales desde la llegada de la democracia en 1958.
Posteriormente a principios de enero de 2019, cercano a la fecha de toma de posesión del candidato reelecto Nicolás Maduro, se emiten una cadena de comunicados donde se expresa su desconocimiento como presidente, incluyendo a la Organización de Estados Americanos, la Unión Europea y sus naciones integrantes. Internamente también es desconocida por parte de la oposición, parte de las bancadas opositoras de la Asamblea Nacional, la Conferencia Episcopal Venezolana, entre otros.

### Política económica
En el plano económico, este período ha quedado marcado por el impacto de una profunda recesión y la entrada a una hiperinflación, el descenso de los precios del petróleo que afectó a los países dependientes de este combustible en 2010 y la caída de la producción petrolera junto a la caída de la producción de aluminio y hierro cuyo origen nace de erráticas medidas políticas económicas y de endeudamiento. En Venezuela, este impacto adquirió la forma de una crisis económica. En la campaña electoral, al tiempo que se iban conociendo diversos indicadores económicos, la MUD comenzó a hablar con énfasis de  crisis económica, Maduro y sus ministros tildaron de tales diagnósticos de "guerra económica" y consiguieron, no solo trasladar su mensaje al electorado, sino manejar la situación hasta el período estival. Pero al final de las vacaciones, estuvo marcado por el estallido de los mercados petroleros y, junto a ella, por los cada vez más alarmantes síntomas que ofrecía la economía venezolana (inflación alarmante, hundimiento del mercado inmobiliario, crecimiento del desempleo, descenso del crecimiento del PIB). Con motivo de atenuar la desaceleración de la economía venezolana se anunció que el Consejo de Ministros aprobará una serie de medidasː

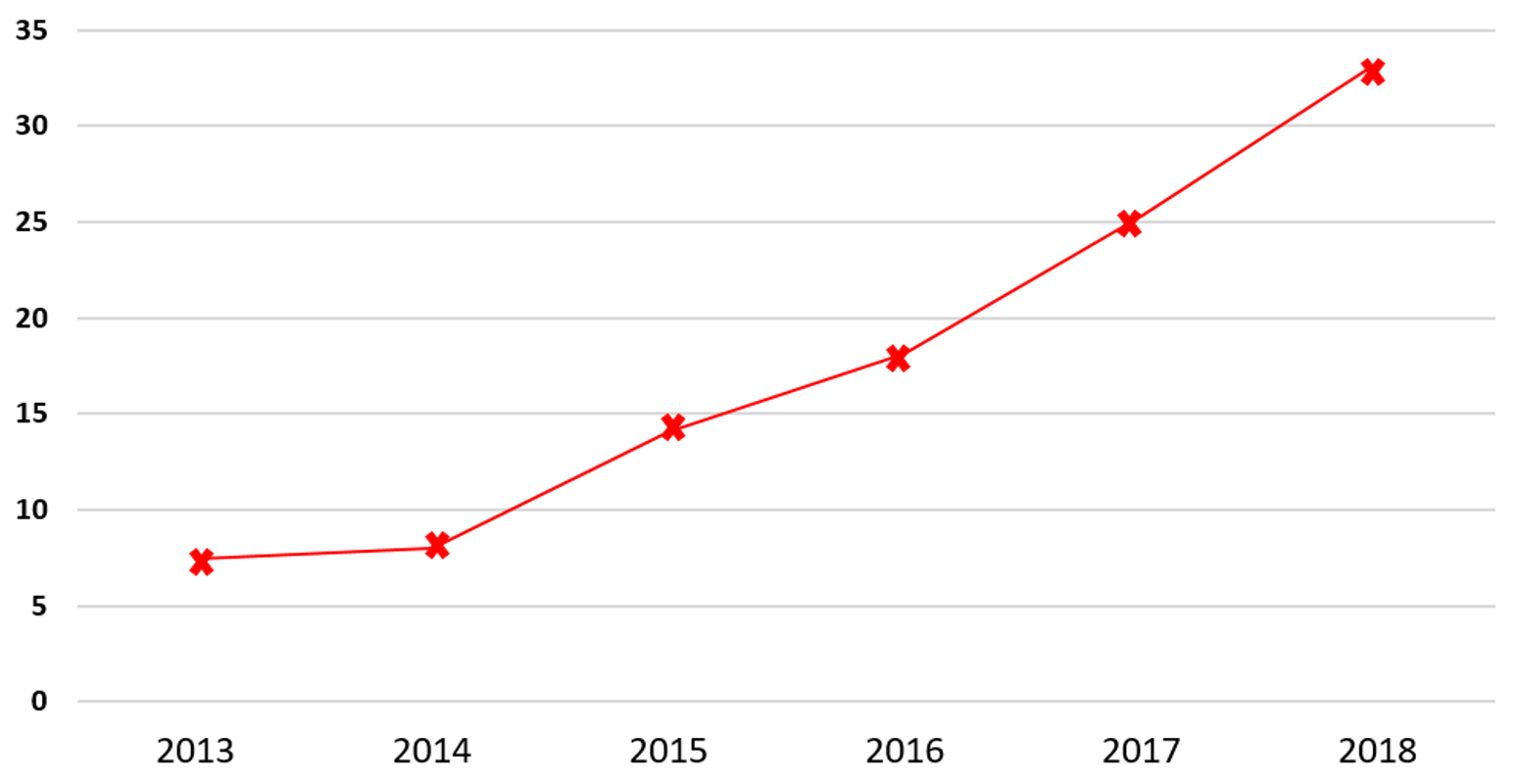
Evolución del número de desempleados durante el primer periodo presidencial de Nicolás Maduro, según los datos del FMI.

- Presupuesto de divisas que está destinado a regular las necesidades de dólares del país "calculadas" y "presupuestadas".[77]
- establecimiento de una rígida ley de control de precios
- “operación cívico militar” para inspeccionar empresas y comercios a fin de combatir el “acaparamiento y la especulación”[78]

En septiembre de 2013 comienza a funcionar el Órgano Superior de la Economía, propuesto para velar por la estabilidad de la economía nacional y el abastecimiento de productos.
A finales de noviembre de 2013, Maduro anuncia un plan para mantener las empresas produciendo en diciembre y enero. Entre las medidas más significativas se encuentran la creación de la “Corporación Nacional para la Logística y Servicio de Transporte del Comercio Interno”, con el fin de mejorar el transporte y la distribución de productos. Ese mismo mes el BCV afirmó que la previsión del 3 % de crecimiento de la economía de Venezuela para el 2013, se quedó «algo desfasada», y rebajó el crecimiento de la economía en torno al 2,5 %. El entonces presidente del BCV Eudomar Tovar alegó que Venezuela recuperaría su crecimiento en 2014.
Durante el tercer trimestre de 2014, la economía venezolana entra oficialmente en recesión. Además en enero de 2015 se supera la barrera de un millón de desempleados. Para diciembre de ese año ya rozan los dos millones de desempleados. La recesión termina en el tercer trimestre de 2015 pero volvería a caer en el siguiente trimestre (Q1 2016).
El 22 de abril de 2014, Maduro lanzó nuevos planes centrados en tres objetivos: (1) estimular la producción económica en todos los niveles del país, (2) desmantelar los obstáculos que dificulta que los productos lleguen a los ciudadanos comunes y (3) continuar con la aplicación de una "ley de precios justos".  En 2015 se aprueba nuevas medidas económicas: la creación de SIMADI, la reforma en Ley de Precios Justos, la unificación de los Ministerios de Industria y Comercio y la asignación de 110 000 pensiones. En enero de 2016, se decreta la Emergencia Económica Nacional. En febrero y marzo se publican otras medidas: el aumento de la gasolina y del salario mínimo, la devaluación del bolívar y la suba del IVA. En diciembre de ese año se produce la dimisión del presidente del BCV, Nelson Merentes.
En 2017 se realizan nuevas reformas económicas: la ley de Comités Locales de Abastecimiento y Producción, el Régimen Tributario para Desarrollo Soberano del Arco Minero, el régimen especial tributario y el Gran Consorcio AgroSur. Además, el Banco de desarrollo de América Latina comunica su intención de aportar hasta 40 millones de dólares al Banco Central de Venezuela. En noviembre de 2017 la inflación superó el 50% dando inicio a la hiperinflación en Venezuela.

##### Creación de la criptomoneda nacional petro
En diciembre del 2017 Maduro anunció la creación del petro, una criptomoneda respaldada por las reservas de varios recursos naturales de Venezuela como petróleo, oro, diamantes y gas. El 5 de enero de 2018, anunció la emisión de cien millones de petros. En agosto de 2018 la SUDEBAN instruyó a los bancos a manejar el Petro como unidad de cuenta.[cita requerida] Sin embargo, un mes después se dio marcha atrás con esta decisión. La moneda ha sido objeto de críticas, algunas de las cuales sostienen que el petro no es una criptomoneda por no ser descentralizada, y sitios web como ICOindex han calificado al petro como una estafa.

##### Viernes Rojo
El gobierno de Maduro adoptó en agosto de 2018 un paquete económico, al cual denominó "la fórmula mágica" para recuperar la economía. Este plan incluyó, entre otras medidas:

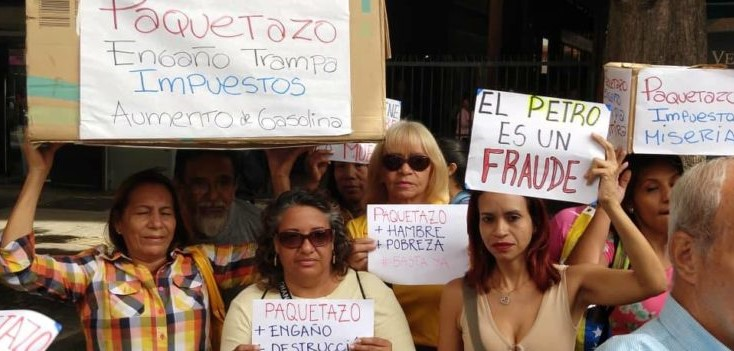
Manifestación contra lo que es llamado Viernes Rojo el día de la huelga.

- Reemplazo de la moneda nacional, el 'Bolívar fuerte', por una nueva denominación, el 'Bolívar soberano', quitándole cinco ceros a la moneda.
- Incremento del 3400% del salario mínimo.
- Aumento del Impuesto al Valor Agregado, pasando del 4 al 16%.[9]
- Hiperinflación mensual 223.1% y acumulada de 34.680,7%[102]

Diferentes medios de comunicación lo llamaron "Viernes Rojo", al considerar que las medidas anunciadas tendrían un impacto económico mayor que el Viernes Negro de 1983 durante el gobierno de Luis Herrera Campíns. Diferentes economistas y expertos sostuvieron que las medidas económicas carecían de coherencia y contribuirían con una mayor hiperinflación.
La tasa de inflación llegó a 80 000 % anual en 2018, según el Johns Hopkins-Cato Institute Troubled Currencies Project, siendo Venezuela el único país en el mundo sufriendo una hiperinflación. Por su parte, la medición de la Asamblea Nacional de Venezuela indica una inflación de 1.300.000% anual entre noviembre de 2017 y noviembre de 2018.

#### Indicadores económicos

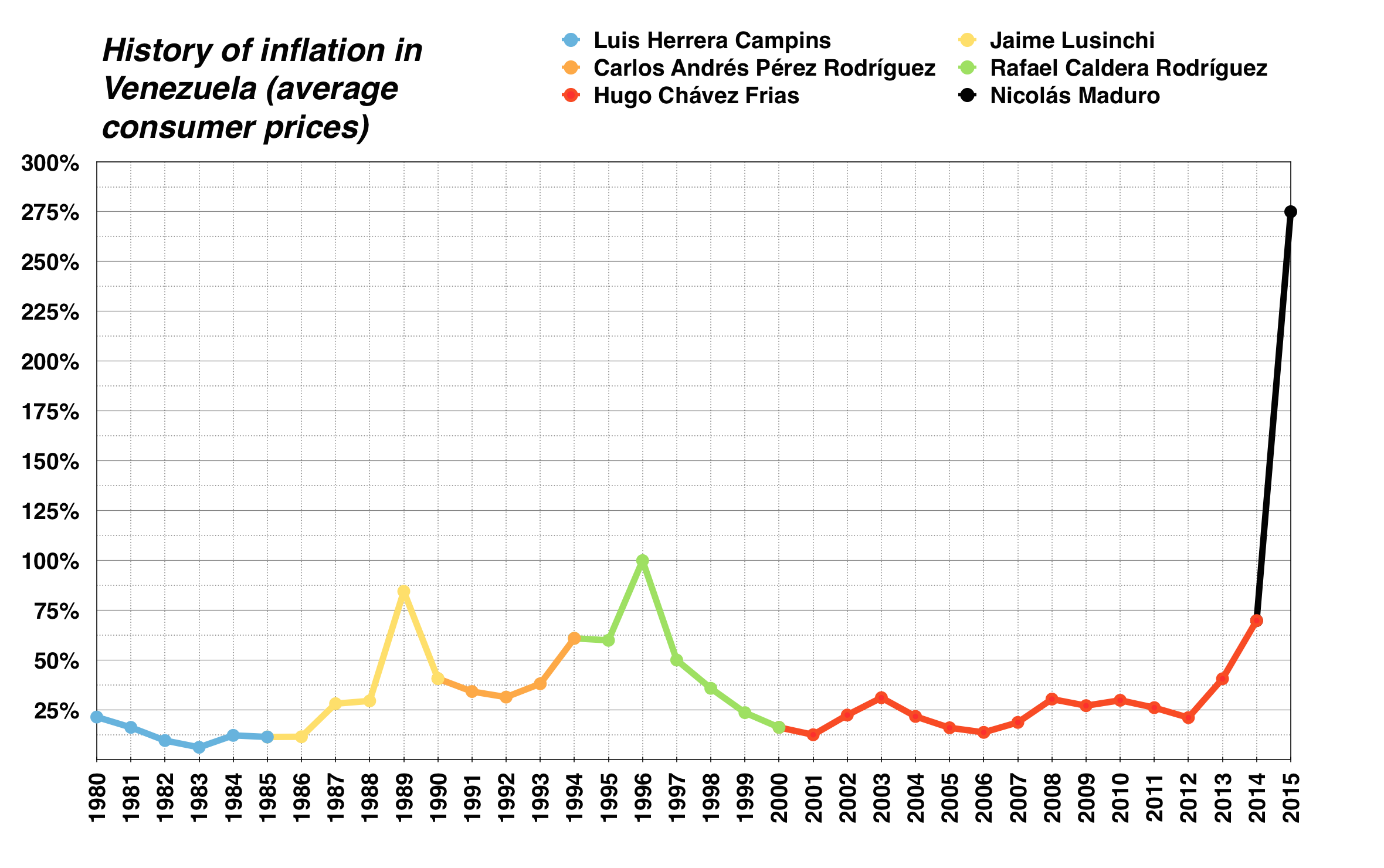
La inflación entre 2013 y 2015, en color negro.

| Inflación | Inflación | Inflación | Inflación | Inflación | Inflación  |
| --------- | --------- | --------- | --------- | --------- | ---------- |
| 2013      | 2014      | 2015      | 2016      | 2017      | 2018       |
| 40,64%    | 62,17%    | 121,74%   | 254,95%   | 274,4%    | 130.060,2% |

| Pobreza | Pobreza | Pobreza | Pobreza | Pobreza | Pobreza |
| ------- | ------- | ------- | ------- | ------- | ------- |
| 2013    | 2014    | 2015    | 2016    | 2017    | 2018    |
| 29%     | 48%     | 73%     | 82%     | 87%     | 90%     |

| Crecimiento del PIB | Crecimiento del PIB | Crecimiento del PIB | Crecimiento del PIB | Crecimiento del PIB | Crecimiento del PIB |
| ------------------- | ------------------- | ------------------- | ------------------- | ------------------- | ------------------- |
| 2013                | 2014                | 2015                | 2016                | 2017                | 2018                |
| 1,3%                | -3,9%               | -6,2%               | -17%                | -15,7%              | -19,6%              |

#### PIB per cápita
Fuente: Fondo Monetario Internacional (FMI) 
| Panamá                                                    | 11 063 | 12 273 | 13 221 | 14 102 | 14 866 | 15 731 | 16 181 | + 46,2 % |
| Bolivia                                                   | 2 635  | 2 938  | 3 114  | 3 069  | 3 110  | 3 388  | 3 588  | + 36,1 % |
| R.Dominicana                                              | 6 274  | 6 413  | 6 805  | 7 139  | 7 521  | 7 874  | 8 340  | + 32,9 % |
| Guatemala                                                 | 3 267  | 3 397  | 3 632  | 3 825  | 3 982  | 4 234  | 4 251  | + 30,1 % |
| Costa Rica                                                | 10 107 | 10 764 | 10 853 | 11 635 | 11 986 | 12 185 | 12 428 | + 22,9 % |
| El Salvador                                               | 3 471  | 3 555  | 3 638  | 3 761  | 3 870  | 3 986  | 4 145  | + 19,4 % |
| Honduras                                                  | 2 143  | 2 101  | 2 205  | 2 301  | 2 341  | 2 452  | 2 506  | + 16,9 % |
| Nicaragua                                                 | 1 728  | 1 783  | 1 909  | 2 029  | 2 091  | 2 147  | 2 008  | + 16,2 % |
| Uruguay                                                   | 16 325 | 18 271 | 18 109 | 16 791 | 16 544 | 18 626 | 18 645 | + 14,2 % |
| Ecuador                                                   | 5 652  | 6 121  | 6 408  | 5 971  | 5 909  | 6 226  | 6 313  | + 11,6 % |
| Paraguay                                                  | 5 153  | 5 892  | 6 065  | 5 360  | 5 265  | 5 608  | 5 703  | + 10,6 % |
| Haití                                                     | 1 316  | 1 408  | 1 408  | 1 359  | 1 263  | 1 337  | 1 441  | + 9,49 % |
| Perú                                                      | 6 631  | 6 904  | 6 851  | 6 413  | 6 430  | 6 965  | 7 187  | + 8,38 % |
| Chile                                                     | 15 316 | 15 740 | 14 582 | 13 494 | 13 722 | 15 003 | 15 755 | + 2,86 % |
| México                                                    | 10 631 | 11 099 | 11 272 | 9 915  | 8 999  | 9 542  | 9 970  | - 6,21 % |
| Argentina                                                 | 13 889 | 14 488 | 13 208 | 14 895 | 12 772 | 14 618 | 11 786 | - 15,1 % |
| Colombia                                                  | 8 237  | 8 409  | 8 312  | 6 337  | 6 037  | 6 577  | 6 923  | - 15,9 % |
| Brasil                                                    | 12 782 | 12 752 | 12 601 | 9 182  | 9 117  | 10 419 | 9 629  | - 24,6 % |
| Venezuela                                                 | 12 688 | 8 692  | 7 107  | 4 096  | 3 676  | 3 806  | 3 529  | - 72,1 % |
| Fuente: Fondo Monetario Internacional FMI (abril de 2024) |        |        |        |        |        |        |        |          |

### Política energética
Para el 2014, la producción petrolera era cerca de 2,37 millones de barriles por día, casi un 13 % menos que cuando Hugo Chávez asumió la presidencia en 1999. El 5 de agosto de 2014, después de varios intentos de subir el precio de la gasolina, el ministro de Petróleo y presidente de PDVSA, Rafael Ramírez, anunció que Venezuela elevaría los precios de la gasolina para consumo doméstico. Sin embargo, Ramírez fue despedido al mes siguiente. En octubre de 2014, los precios del petróleo de Venezuela cayeron al precio de cuatro años antes. Para 2017 la producción siguió en bajada a 1.86 millones de barriles por día (promedio anual). El primer apagón nacional ocurrió el 3 de septiembre de 2013, un apagón que dejó el 70 % del país sin electricidad por cerca de tres horas a mitad del día, las fallas se presentaron nuevamente en diferentes periodos.

### Política en alimentación

#### Cajas CLAP
En 2016, Maduro lanzó el programa de los Comités Locales de Abastecimiento y Producción (CLAP), un programa para distribuir paquetes de alimentos subsidiados. Los comités han estado sujetos a controversias por denuncias de corrupción, de uso político, de retrasos y de aumentos de precios sin previo aviso. La empresa mexicana Soltein SA de CV, fue contratada para diseñar una plataforma en línea para rastrear los paquetes. 

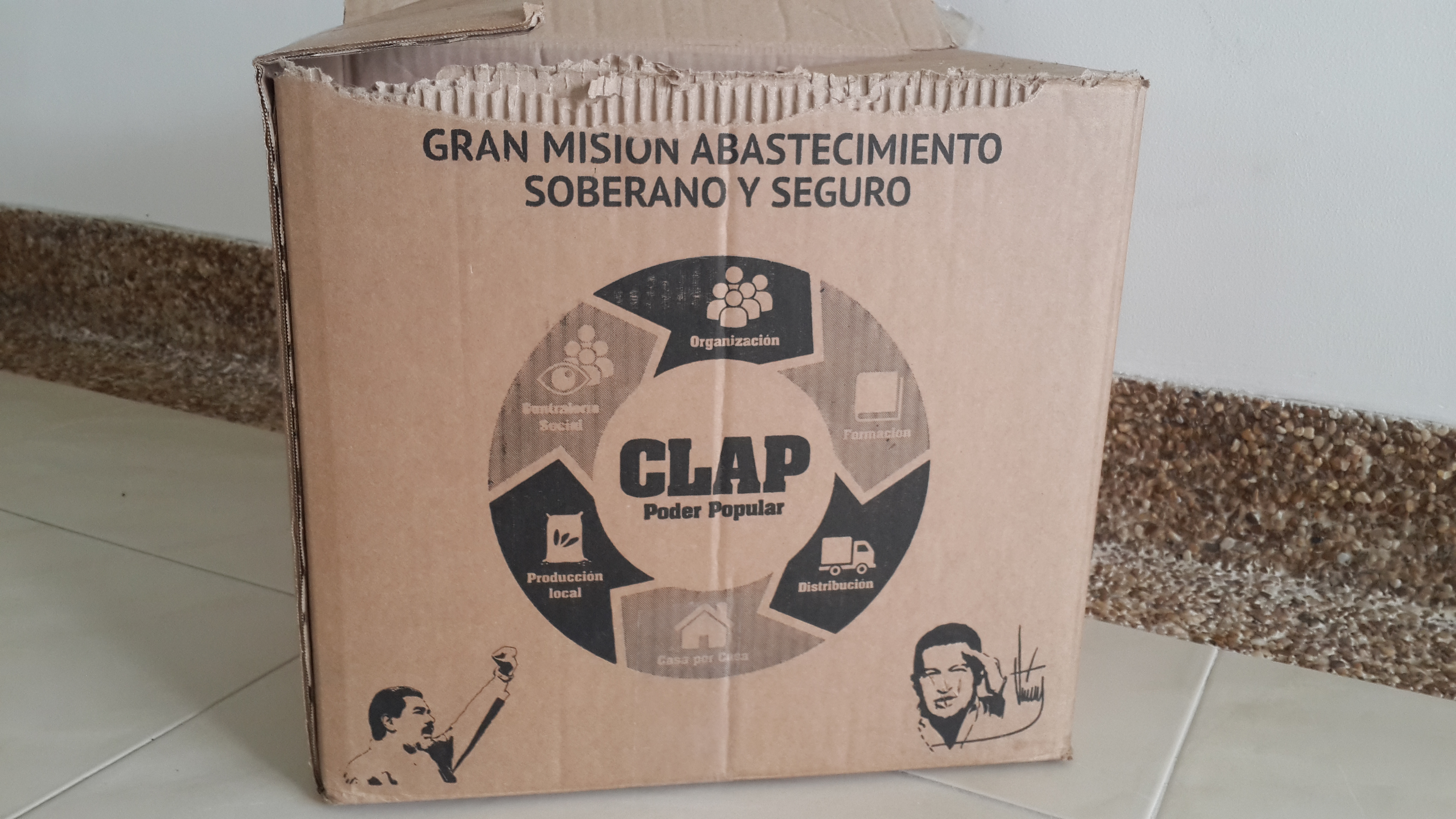
Caja del CLAP.

Los Comités Locales de Abastecimiento y Producción son un programa de distribución de algunos alimentos básicos importados promovidos por el gobierno de Venezuela desde el año 2016 en los cuales las propias comunidades organizados en comités abastecen y distribuyen los alimentos prioritarios a través de una modalidad de entrega de productos, casa por casa en un principio, posteriormente distribuidos en un local de la comunidad. La idea surge para hacer frente a la escasez de alimentos y la crisis económica del país. Los comités han estado sujetos a controversias por denuncias de corrupción, de uso político, de retrasos y de aumentos de precios sin previo aviso.

#### Plan Conejo
El 13 de septiembre de 2017 se presentó el Plan Conejo, un proyecto de cría y reproducción de conejos domésticos por parte del gobierno venezolano como medida para contrarrestar la escasez de alimentos de primera necesidad.

### Política en salud

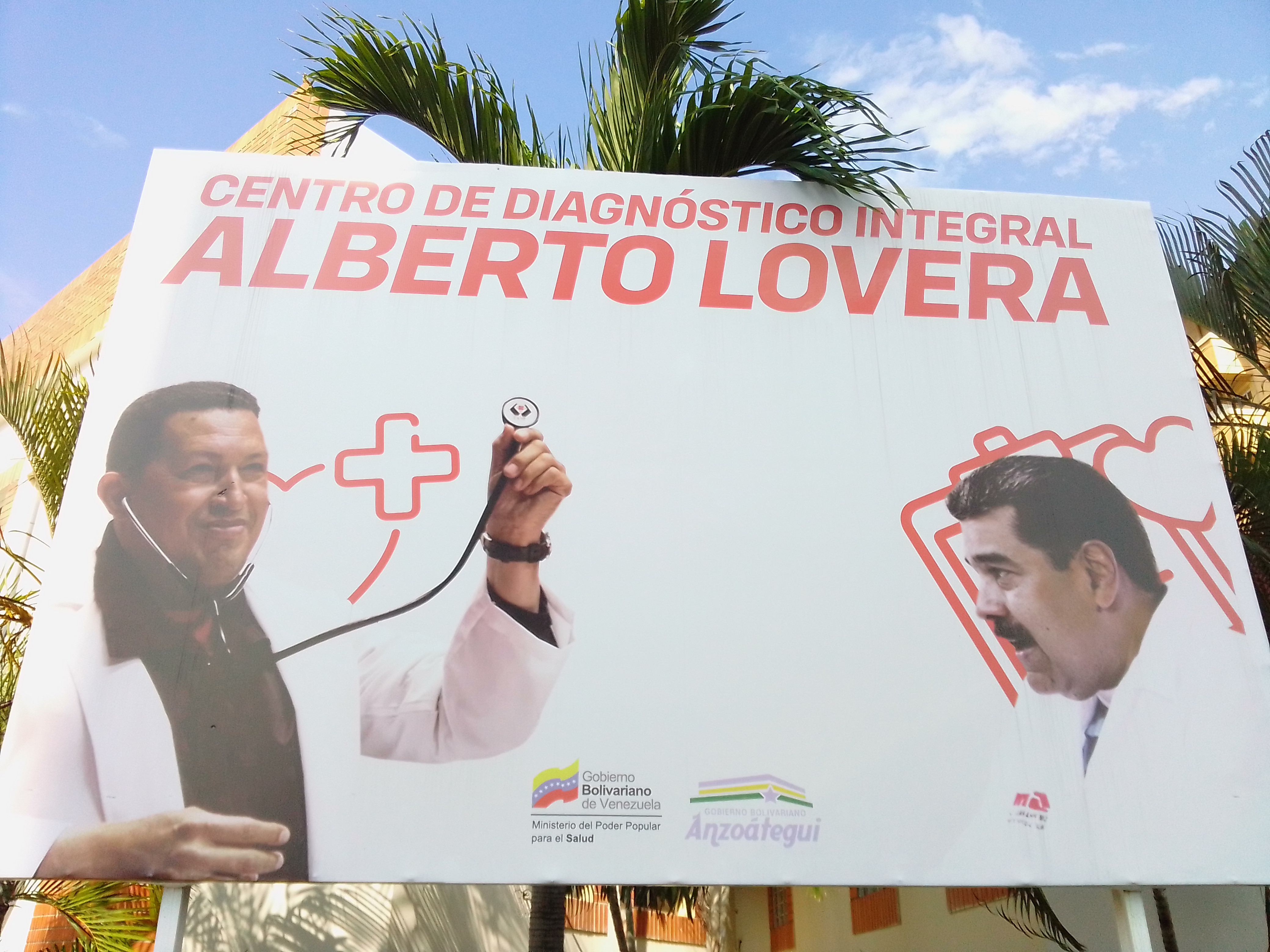
Valla con imagen de Hugo Chávez y Nicolás Maduro en un Centro de Diagnóstico Integral

En febrero de 2014, médicos del Hospital Médico Universitario de Caracas dejaron de realizar cirugías debido a la falta de suministros. La política de divisas complicó la importación de medicamentos y otros suministros médicos en Venezuela.

### Política en educación
En junio de 2013 el sector universitario inicia un paro indefinido de actividades para exigir un aumento del presupuesto en las universidades públicas. Estudiantes de la UCV cortaron de manera temporal la Autopista Francisco Fajardo. Se realiza una marcha estudiantil desde Barquisimeto hasta Caracas, conocida como los "400 kilómetros por la dignidad universitaria". La falta de un verdadero presupuesto durante varios años (2014-2021) ha deteriorado toda la estructura universitaria nacional.

### Política de medios de comunicación
La comunicación de los actos de gobierno de Maduro se realizaba a través de cadenas nacionales y de programas propios. Entre 2015 y 2017 condujo Contacto con Maduro, emitido por Venezolana de Televisión. Este programa fue reemplazado por Los Domingos con Maduro que se emitió durante 2017.
Por otro lado, entre agosto de 2013 y febrero de 2018, 18 periódicos cerraron definitivamente en Venezuela debido a dificultades en acceder a insumos como el papel periódico (que se dejó de subsidiar) para su producción editorial, mientras que otros 17 tuvieron cierres intermitentes, según el Instituto Prensa y Sociedad de Venezuela. Durante el primer gobierno de Maduro, periódicos como El Impulso y El Carabobeño dejaron de existir en formato impreso, circulando sólo digitalmente.

### Política social y de derechos humanos
En octubre de 2013, Maduro creó el Viceministerio para la Suprema Felicidad Social del Pueblo, cuya tarea consiste en coordinar las más de treinta "misiones sociales" del gobierno. El mandatario explicó que la dependencia se ocuparía, entre otras cosas, "de atender a los viejitos y viejitas y niños y niñas, para atender a lo más sublime y amado del pueblo revolucionario". "Todas estas misiones forman parte del gran sistema de la revolución socialista que trasciende los criterios del Estado de bienestar, que es un avance social en el marco del capitalismo. Estas misiones tenemos que llevarlas hasta el cielo, ese es nuestro agradecimiento a Chávez", profundizó Maduro al crear el Viceministerio.

El 18 de diciembre de 2016, Maduro anunció la creación del sistema del carnet de la patria.[cita requerida] Se trata de un documento de identidad que incluye un código QR, su finalidad es la de conocer el estatus socioeconómico de la población y agilizar el sistema de las misiones bolivarianas y el de los comités locales de abastecimiento y producción (CLAP). El 20 de enero de 2017 comenzó la primera jornada de registro para adquirir el carnet de la patria. El uso del carnet ha sido objeto de denuncias como posible método de control social, una política de exclusión social así como de coacción como de compra de votos durante las elecciones regionales, municipales y presidenciales.

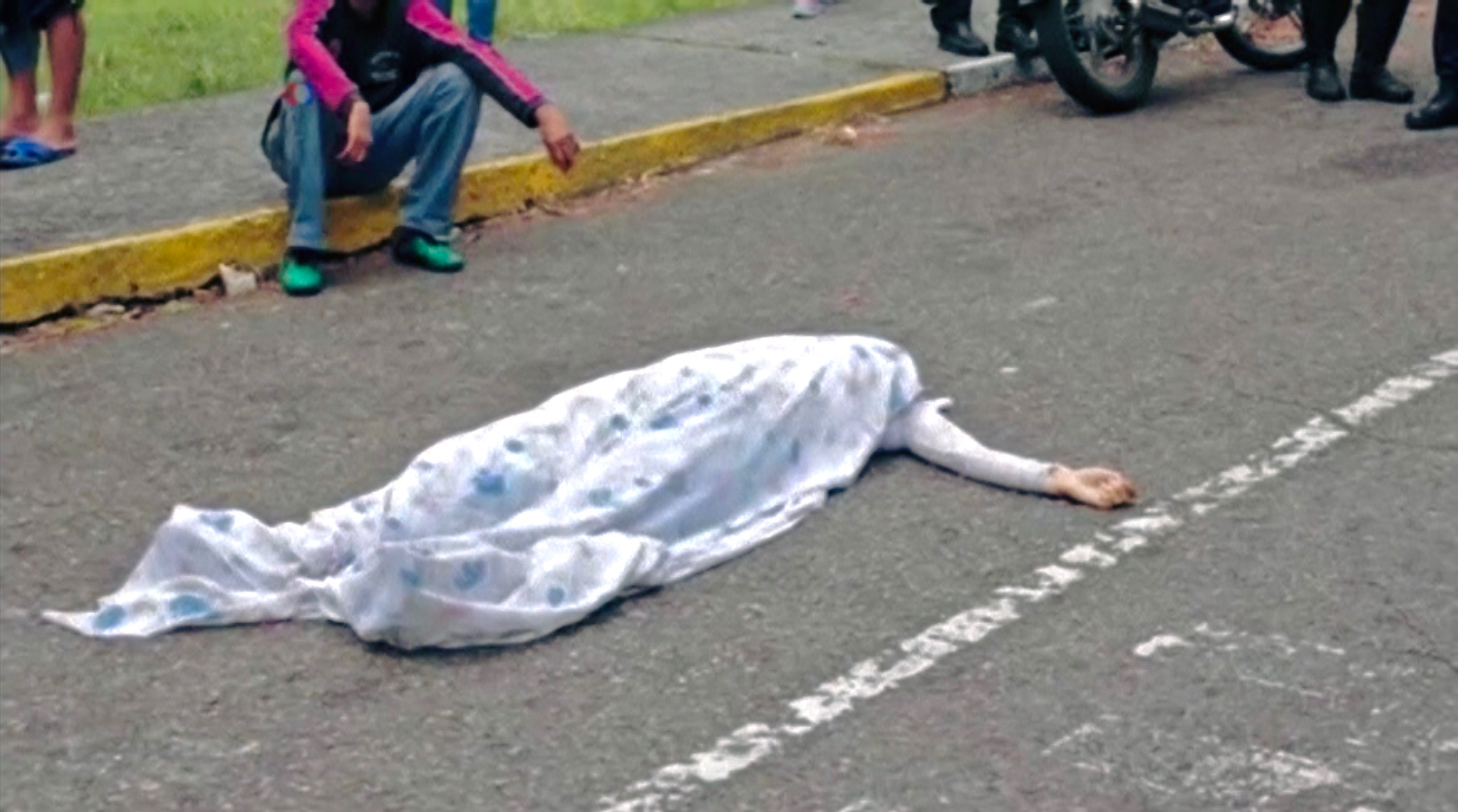
Cuerpo de Paola Ramírez una de los manifestantes asesinados durante la protestas de 2017.

El 8 de noviembre de 2017 fue promulgada la Ley contra el Odio, la cual establece como sanción entre 8 a 10 años de cárcel a funcionarios que se abstengan, omitan o retarden la consumación de un delito de odio y al personal de salud que se niegue a atender a una persona por razones de odio. La ley es polémica y ha sido criticada en Venezuela, cuyos detractores señalan que está diseñada para penalizar la disidencia política al tipificarla como delito, que establece restricciones a la libertad personal y que promueve tanto la censura como la autocensura.
Desde 2015, diversas organizaciones no gubernamentales han reportado violaciones de derechos humanos y ejecuciones extrajudiciales durante los operativos, y tanto el presidente Maduro como la entonces fiscal general Luisa Ortega Díaz y el defensor del pueblo Tarek William Saab han reconocido excesos policiales durante los despliegues. A partir del año 2015 se acentúa la emigración de venezolanos, debido a la inflación y la situación política, llegando al 20% de la población. Según la OEA y voceros de la agencia de refugiados de Naciones Unidas, ACNUR lo catalogaron como la emigración más grande que ha existido en la historia del hemisferio occidental.

##### Ejecuciones extrajudiciales
Desde la creación de la Operación Liberación del Pueblo el 13 de julio de 2015, diversas organizaciones no gubernamentales han reportado violaciones de derechos humanos y ejecuciones extrajudiciales durante los operativos, y tanto el presidente Maduro como la entonces fiscal general Luisa Ortega Díaz y el defensor del pueblo Tarek William Saab han reconocido excesos policiales durante los despliegues.

El 18 de diciembre del 2017 un grupo de hombres haciéndose pasar por agentes de seguridad del Estado, asaltaron un comando de la Guardia Nacional Bolivariana (GNB) ubicada en San Pedro de Los Altos, estado Miranda, sustrayendo 20 fusiles AK103 y 3 pistolas. Al día siguiente, Óscar Alberto Pérez, exfuncionario del Cuerpo de Investigaciones Científicas, Penales y Criminalísticas (CICPC), quien meses atrás se había revelado contra el gobierno de Maduro, se atribuyó la autoría del robo. Ese mismo día en medio de una cadena nacional, Maduro afirmó haber dado la orden a las Fuerzas Armadas de disparar contra los ejecutores del robo, a quienes catalogó de terroristas y expreso:
"Donde se aparezcan, le he ordenado a la Fuerza Armada ¡plomo con los grupos terroristas! ¡Plomo con ellos, compadre!"
Michelle Bachelet coordinó la redacción de un informe que consta de 18 páginas donde se describe y analiza la situación de los derechos humanos en Venezuela, denunciándose la ejecución extrajudicial de 6.800 personas por parte de las fuerzas del Estado en Venezuela entre enero de 2018 y mayo de 2019.

### Política en seguridad
A finales de 2012, el ministro de Interior y Justicia de Venezuela, Néstor Reverol, dijo que los asesinatos aumentaron un 14% en el 2012 llegando a la cifra de 16.072 homicidios. El gobierno propuso a finales de marzo una ley de desarme, que entró a discusión en la Asamblea Nacional, para regular y limitar al máximo la posesión, la compra y la venta de municiones y armas a particulares. La ley fue promulgada el 16 de junio de 2013.[cita requerida] El 13 de mayo de 2013 comenzó el Plan Patria Segura, que implicó el despliegue de 3000 efectivos del Ejército Nacional en Caracas para asumir funciones de seguridad pública.
El 22 de septiembre de 2014, el presidente Maduro anunció que su gobierno invertiría $47 millones para la creación de 60 nuevos centros de desarme, y $39 millones para financiar el plan desarme bajo el cual los efectivos de la guardia nacional patrullarán los barrios más peligrosos. Agrupaciones de Colectivos declararon al gobierno de Venezuela que «no iban a participar en el plan de desarme», afirmando que eran grupos involucrados con la Revolución Bolivariana y que en su lugar, el gobierno debería centrarse en bandas criminales.
EL 13 de julio de 2015 Maduro lanzó la Operación de Liberación del Pueblo (OLP), un despliegue policial como respuesta al incremento de la violencia en Venezuela. Consisten en operativos donde se retiene a ciudadanos y se los verifica en el Sistema Integrado de Información Policial (SIIPOL) a fin de determinar si se ha cometido algún delito. En abril de 2016 se crean las Fuerzas de Acciones Especiales (FAES), un comando de la Policía Nacional Bolivariana (PNB). Las FAES han sido señaladas de ser un instrumento político del presidente Nicolás Maduro, así como recibir acusaciones de ser un grupo de exterminio y represión a opositores.

##### Masacre de El Junquito

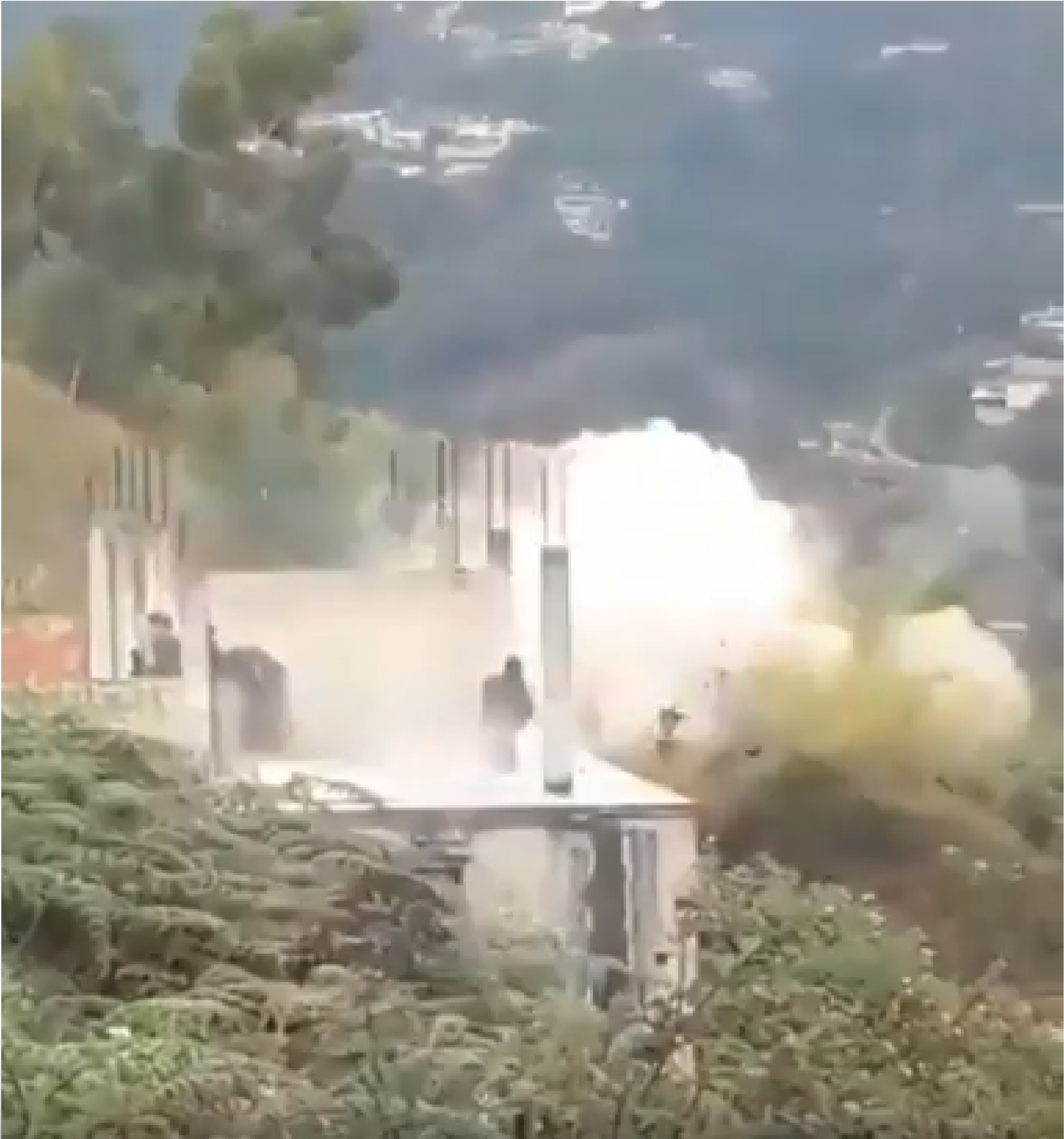
Momento exacto del bombardeo contra Óscar Alberto Pérez por parte de las fuerzas del gobierno bolivariano.

El 15 de enero del 2018 se realizó la Operación Gedeón en el barrio El Junquito, al noroeste de Caracas, donde funcionarios del CONAS, SEBIN, DGCIM, GNB, FAES, PNB y Policaracas tomaron por asalto la Parroquia El Junquito en búsqueda de Oscar Pérez.  Acto seguido ocurrió un enfrentamiento, dejando varios muertos y heridos.
Óscar Pérez murió durante el operativo policial. En el operativo resultaron muertas diez personas: siete miembros del grupo opositor, dos oficiales del Cuerpo de Policía Nacional Bolivariana y un líder de los llamados colectivos. Diversos movimientos y organizaciones nacionales e internacionales catalogaron la acción de «masacre» y/o «ejecución extrajudicial».
Luego del deceso de Óscar Pérez, allegados a este revelaron que los responsables del homicidio habían recibido la orden de no tomar a nadie con vida y de matar a Pérez. Poco después, Maduro confirmó que había dado la orden de matar a Óscar Pérez y amenazó con aplicar la misma táctica a cualquier grupo opositor que considerara terrorista.[cita requerida]

#### Atentado de Caracas de 2018

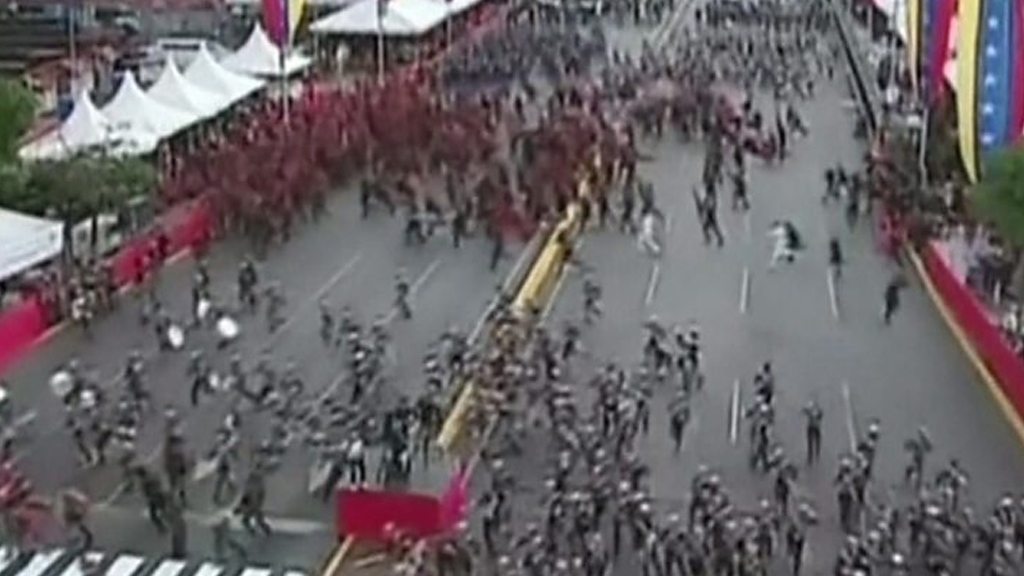
Atentado de Caracas de 2018.

El 4 de agosto de 2018, en Caracas, Maduro se encontraba dando un discurso en un acto por la conmemoración de los 81 años de la creación de la Guardia Nacional Bolivariana (GNB), cuando se produjo una explosión de un dron cargado con el explosivo C-4. El presidente resultó ileso, pero se registraron siete heridos de efectivos pertenecientes a la GNB. Como consecuencia se produjo la Detención de Juan Requesents diputado de la Asamblea Nacional, además del arresto y asesinato del dirigente opositor Fernando Albán Salazar.

### Política de transporte

#### Crisis con las aerolíneas
A partir de noviembre de 2013 algunas aerolíneas comienzan a tener problemas para la repatriación de capitales a sus sedes principales, luego de vender pasajes en bolívares para su reembolso en dólares a través del sistema Cadivi. El Gobierno mantiene una deuda con unas 32 líneas aéreas desde antes de 2014 en la época de CADIVI por un valor de  US $3,500 millones de dólares, expresó el presidente de la Asociación de Líneas Aéreas en Venezuela (Alav), Humberto Figuera
El 17 de marzo de 2014  Air Canada anuncia que suspende sus operaciones en Venezuela de manera indefinida debido a la falta de cancelación de la deuda que mantenía el Gobierno con la aerolínea. El 2 de junio Alitalia suspende operaciones en Venezuela debido a la millonaria deuda del gobierno con la aerolínea. Para noviembre de 2019 la deuda se mantenía a las aerolíneas, año para el cual se tenía firmes nueve compañías aéreas extranjeras operando

### Política de infraestructura
El caso Odebrecht en Venezuela se refiere a la extensión del escándalo de corrupción protagonizada por la empresa constructora brasileña Odebrecht en Venezuela donde se vieron implicados los gobiernos de Hugo Chávez, Nicolás Maduro y el político Henrique Capriles.
Según el Departamento de Justicia de Estados Unidos, Venezuela es el país que más dinero recibió en sobornos por parte de Odebrecht; entre 2006 y 2015 existen once obras públicas contratadas por esta constructora que no avanzaron y se han mantenido paralizadas. El Departamento de Justicia también sostiene que el gobierno de Venezuela recibió al menos 98 millones de dólares en sobornos. 

## Política exterior

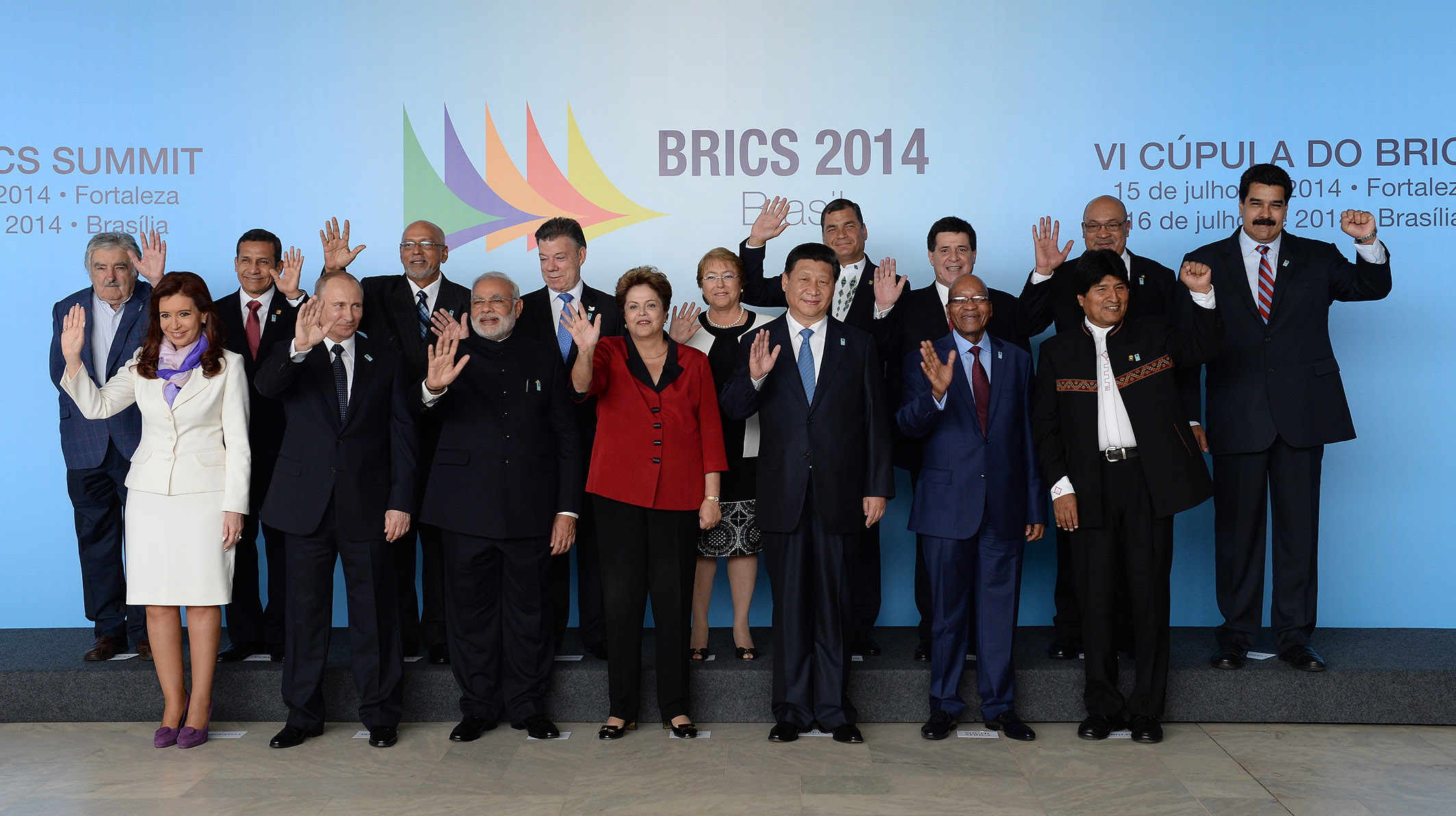
Fotografía oficial de la Cumbre BRICS y América del Sur en Brasil, 2014.

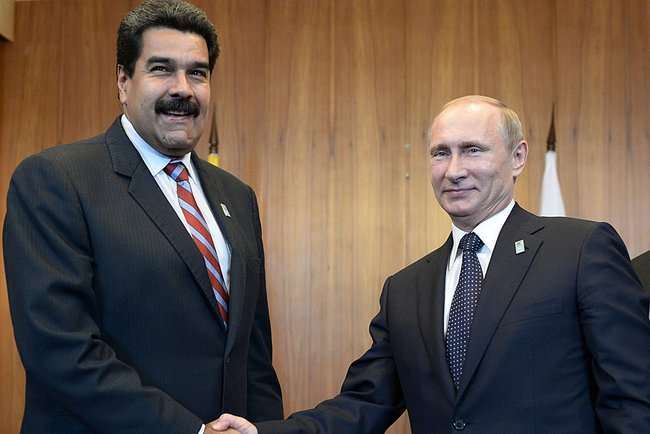
Maduro en un encuentro con su homólogo ruso, VladÍmir Putin, 2014.

Durante su gobierno Nicolás Maduro mantuvo una línea similar a la de su predecesor Hugo Chávez, tratando de promover el integracionismo y una política de un mundo «multicéntrico y pluripolar».
Maduro recibió la presidencia pro tempore del Mercosur en julio de 2013 abogando por reintegrar a Paraguay al Bloque. Venezuela y Panamá rompieron relaciones entre 2014 y 2018. Maduro ordenó la salida de Venezuela de la OEA en 2017.
Maduro ofreció asilo a Edward Snowden,[cita requerida] y tuvo breves impases con los gobiernos de Colombia (Crisis diplomática entre Colombia y Venezuela de 2013), Perú y España por diferentes asuntos.

### Colombia

#### Crisis entre Colombia y Venezuela de 2015

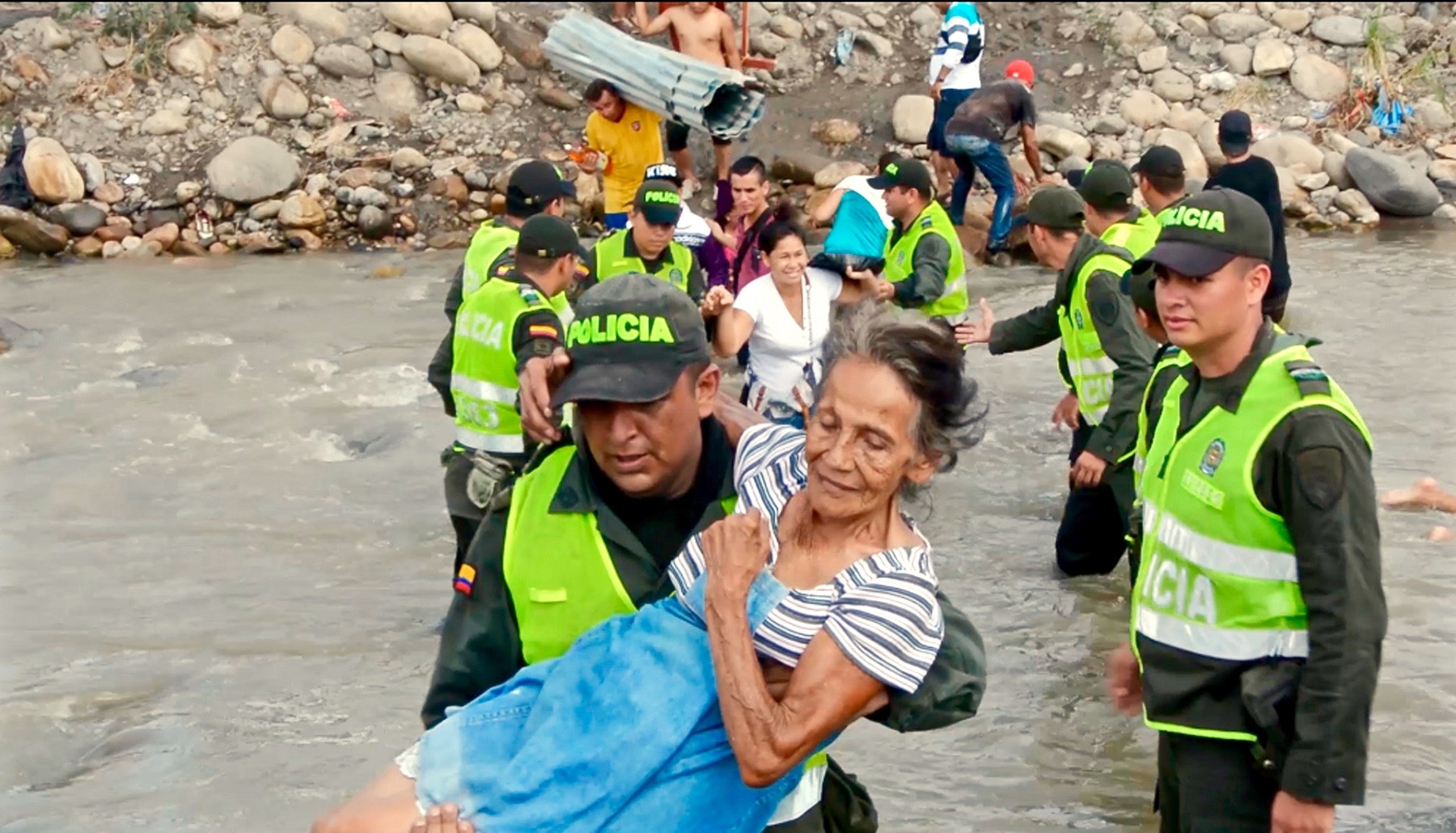
Un anciano refugiado colombiano transportado por la Policía Nacional de Colombia a través del río Táchira desde Venezuela a Colombia.

La crisis colombo-venezolana del 2015 se refiere a la crisis diplomática, humanitaria y económica surgida entre los gobiernos de los presidentes Juan Manuel Santos (de Colombia) y Nicolás Maduro (de Venezuela) por la supuesta presencia en territorio venezolano de miembros de grupos paramilitares y la posterior implantación del estado de excepción en varios municipios del estado Táchira (limítrofe con Colombia), produciendo el cierre indefinido de la frontera en dicho estado. Los cierres fueron extendidos el 7 de septiembre de 2015 a zonas del estado Zulia. El día 15 del mismo mes las medidas presidenciales del lado venezolano fueron extendidas a municipios del estado Apure y zonas adicionales del estado Zulia. Posteriormente el día 22 se activa una octava zona del estado de excepción en el estado venezolano de Amazonas y otras tres nuevas entidades municipales del estado Apure que se sumaron a la medida. Según el censo de 2010, más de 700 mil colombianos vivían en Venezuela ese año, sin contar los miles de inmigrantes que ingresaron al país de forma irregular.
La Guardia Nacional Bolivariana empezó a marcar las casas de colombianos encontrados sin permiso de residencia en las localidades fronterizas con Colombia. Una “R” pintada en sus paredes significaba "revisada". Mientras que una “D” señalaba que la casa sería demolida. La crisis terminó con 1600 colombianos deportados de Venezuela y más de 20 000 desplazados en total. En 2017 un grupo de abogados introdujo una demanda contra Nicolás Maduro por «delitos de lesa humanidad» ante la Fiscalía de Colombia, a raíz de las deportaciones de colombianos.

#### Posible alianza con el ELN y Segunda Marquetalia
Duque acusa a Maduro de esconder en territorio venezolano a los miembros del Comando Central (COCE) del ELN, donde les brinda protección de los ataques de la Fuerza Pública de Colombia contra esta estructura insurgente a cambio de lealtad al régimen (incluso el ELN juró defender la revolución bolivariana en caso de un eventual ataque militar de alguna coalición de países) y de manejar la explotación de recursos mineros en Venezuela como oro, diamantes y coltán en el Estado Amazonas para entregarlos al gobierno, debido a la debacle de la producción petrolera que ha causado la crisis económica, social y política que el país padece desde 2013.

### Italia
A mediados de junio de 2013 el presidente Nicolás Maduro inició una gira internacional por varios países de Europa que comenzó en Italia y en la Ciudad del Vaticano, donde fue recibido por el Papa, al que Maduro pidió la canonización de José Gregorio Hernández. Maduro continua viaje para Rusia, Bielorrusia y de retorno por Nicaragua.

### Rusia
Después de la gira, el primer mandatario venezolano asistió al Foro de Países Exportadores de Gas en Moscú en julio de 2013. En la cumbre se desarrolló un homenaje al fallecido presidente Hugo Chávez en el teatro Nueva Ópera. Nicolás Maduro aprovechó su visita para anunciar una "alianza estratégica" con Rusia.

### Panamá
En marzo del 2014 Nicolás Maduro anunció la ruptura de relaciones diplomáticas con Panamá, luego de que este último país solicitara al Consejo Permanente de la Organización de Estados Americanos (OEA) convocar una reunión de consulta de los cancilleres sobre la situación de Venezuela. Las relaciones fueron finalmente restablecidas en 2018.

### Portugal
El segundo país a visitar fue Portugal, donde asistió a la VIII comisión mixta Portugal-Venezuela. En ella se pactaron 14 acuerdos de cooperación bilateral, principalmente en tecnología, alimentación, salud, deportes y cultura.

### Ecuador
En 2018, después de que Jorge Rodríguez llamara «mentiroso» al presidente Lenin Moreno y lo acusara de «inflar» las cifras de emigrantes venezolanos, a la embajadora venezolana Carol Delgado se le dieron 72 horas para abandonar el país, lo que fue correspondido en Venezuela con la expulsión de la encargada de negocios de Ecuador.

### Francia
Finalizó su gira en Francia entrevistándose con el presidente François Hollande. Maduro manifestó su deseo de desarrollar una alianza estratégica antes de fin de año.

### Siria
Nicolás Maduro ha mostrado su apoyo al gobierno de Siria en numerosas oportunidades, oponiéndose a la intervención en el país.

### Organismos internacionales

#### Corte Interamericana de Derechos Humanos
En 2013 Venezuela salió de la Corte Interamericana de Derechos Humanos (CIDH).

#### Unasur
El 30 de agosto de 2013  Nicolás Maduro viajó dos días y arriba a Guyana donde fue recibido por su par guyanés, Donald Ramotar, llegó proveniente de Paramaribo, Surinam donde participó en la VII Cumbre de Unasur (Unasur). Recién confirmadas las concesiones petroleras otorgadas a las transnacionales frente a la zona en reclamación, en su visita en 2013 el mandatario venezolano no mencionó el asunto de las exploraciones en su discurso ni en el comunicado final. Maduro dijo que el Acuerdo de Ginebra fue entre «el viejo imperio británico y un viejo gobierno de Acción Democrática en Venezuela» como parte de una campaña «de preparación psicológica, a través del desprecio, el racismo, para invadir Guyana».

#### Cumbre de las Américas
El 6 de abril de 2015, 33 líderes mundiales emitieron un manifiesto contra el gobierno de Maduro, la llamada Declaración de Panamá, un comunicado para denunciar en la VII Cumbre de las Américas la alteración democrática en Venezuela impulsada por el gobierno de Nicolás Maduro. La declaración también exigió la inmediata liberación de los presos políticos en Venezuela. Entre los antiguos jefes de Estado y de Gobierno que se adhirieron al comunicado se encontraron: Jorge Quiroga (Bolivia); Sebastián Piñera (Chile); Andrés Pastrana, Álvaro Uribe y Belisario Betancur (Colombia); Miguel Ángel Rodríguez, Rafael Ángel Calderón Guardia, Laura Chinchilla, Óscar Arias, Luis Alberto Monge (Costa Rica); Osvaldo Hurtado (Ecuador); Alfredo Cristiani y Armando Calderón (El Salvador); el expresidente del gobierno de España, José María Aznar; los expresidentes de México Felipe Calderón y Vicente Fox; Mireya Moscoso (Panamá); Alejandro Toledo (Perú); Fernando de la Rúa (Argentina); Fernando Henrique Cardoso (Brasil); Ricardo Lagos (Chile); Sixto Durán-Ballén (Ecuador); Ricardo Martinelli (Panamá); Hipólito Mejía (República Dominicana); Luis Alberto Lacalle (Uruguay); y Jean Chrétien ex primer ministro de Canadá). Del mismo modo, la presidenta de Brasil, Dilma Rousseff, expresó que «Los países que integran Unasur, que participan de la Cúpula, de la Cumbre de Las Américas, tenemos hoy, incluso, el absoluto interés de que haya una mayor liberación, que suelten a los presos, que no haya niveles de violencia en las calles, todos nosotros tenemos ese interés. […] No pensamos que la mejor relación con la oposición sea encarcelar a quienquiera que sea […], si la persona no cometió un crimen, no puede ser encarcelada». La ministra de Comunicación e información de Venezuela, Delcy Rodríguez, calificó esa declaración de algunos exmandatarios como una «vergüenza» por apoyar a quienes el gobierno venezolano considera los responsables de la violencia.
Por su parte, el presidente Maduro planteó entregar en la cumbre firmas recolectadas en su país contra el decreto que declara a Venezuela una «amenaza extraordinaria a la seguridad nacional estadounidense». Maduro, según versiones de prensa, habría ordenado a todas las escuelas del país celebrar el «día antiimperialista» contra los Estados Unidos con diversas actividades del día, incluyendo la «recolección de las firmas de alumnos, maestros, personal administrativo, mantenimiento y personal de cocina». Maduro también habría ordenado la recolección de firmas en instituciones del Estado, en donde algunos trabajadores han denunciado despidos masivos, como represalia en su negativa de acatar la orden del ejecutivo de firmar contra el «decreto de Obama». Por su parte, Roberta S. Jacobson, subsecretaria de Estado para Asuntos del Hemisferio Occidental, comentó que las sanciones «no eran para dañar a los venezolanos o al Gobierno venezolano en su conjunto». Los alegatos para las sanciones contra funcionarios venezolanos, según el departamento de Estado de Estados Unidos recogen: «erosión de las garantías de derechos humanos, persecución de opositores políticos, restricciones a la libertad de prensa, violencia y abusos a los derechos humanos para responder a protestas antigubernamentales, arrestos arbitrarios y detención de manifestantes antigubernamentales y corrupción pública significativa»
 y se aclaró que las sanciones no van dirigidas al país o población en general, sino «de forma específica contra "individuos" de ese país que están atentando gravemente contra los derechos humanos y las libertades de la población». El gobierno venezolano rechaza estas versiones de prensa. [cita requerida] Por su parte, Michel Temer, vicepresidente de Brasil y responsable de la coordinación política de Rousseff, dijo que era "inadmisible que haya presos políticos" en cualquier país de América Latina.

## Oposición

### Crisis política de 2013

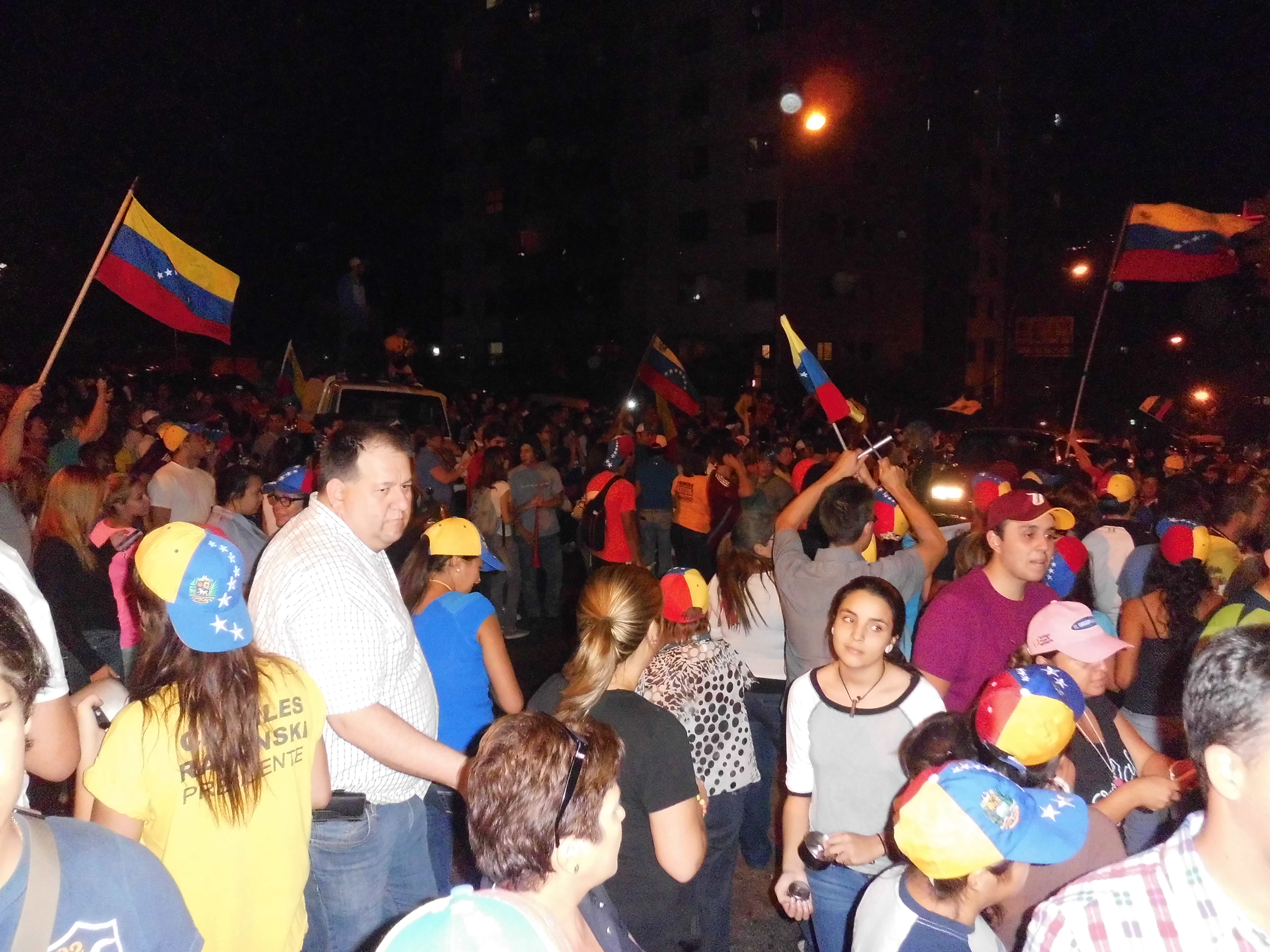
Cacerolazo contra Nicolás Maduro en La Boyera el 15 de abril de 2013.

Tras las elecciones presidenciales del 14 de abril de 2013, Capriles desconoció el resultado y pidió un conteo del 100% de los votos. Al día siguiente convocó a un cacerolazo en rechazo a la proclamación de Nicolás Maduro como presidente de Venezuela. Asimismo, se extendió el acuartelamiento o la disponibilidad de los oficiales de las policías de los estados y municipales entre, que quedaron bajo el control del Comando Estratégico Operacional de la Fuerza Armada Nacional Bolivariana. En total hubo 13 muertos.
La reunión entre Henrique Capriles y el presidente colombiano Juan Manuel Santos género una crisis diplomática entre ambos países. Una  pelea en la Asamblea Nacional de Venezuela tuvo lugar el 30 de abril de 2013 en el Palacio Federal Legislativo, en Caracas, después de que se le negara por segunda sesión ordinaria consecutiva el derecho de palabra a los diputados opositores que desconocieran los resultados de las elecciones presidenciales de 2013 y al candidato oficialista Nicolás Maduro como presidente. La trifulca resultó en al menos 11 diputados heridos.

### Protestas de 2014

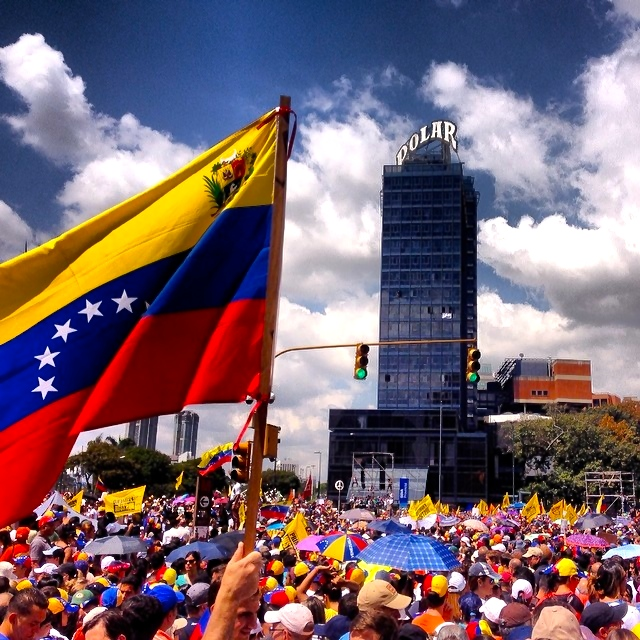
Protestas en Venezuela de 2014.

El 23 de enero de 2014 comenzó una campaña opositora llamada "La Salida" con el fin de lograr «encontrar una salida pacífica, democrática y constitucional al gobierno de Nicolás Maduro». Fue impulsada por Leopoldo López, Antonio Ledezma y María Corina Machado, líderes de la Unidad Democrática. Terminó el 18 de febrero de 2014 con la aprensión de Leopoldo López, condenado a 13 años de prisión por delitos de «participar e instigar las manifestaciones de 2014».
El 12 de febrero de 2014 comenzaron las protestas contra el gobierno presidido por Nicolás Maduro. La razones esgrimidas por los manifestantes fueron el aumento de la delincuencia, la alta inflación y la escasez de productos básicos. La ola de protestas dejó un saldo de 43 fallecidos, más de 486 heridos y 1854 detenidos en 2014, según un informe de la Fiscalía General de la República.
En 2015 continuaron las protestas principalmente debido a la escasez en Venezuela, con la primera manifestación masiva que tuvo lugar el 23 de enero. La serie de las protestas originalmente empezaron en febrero de 2014, cuándo cientos de miles de venezolanos protestaron debido a los altos niveles de violencia criminal, inflación, y escasez crónica de los bienes básicos debido a las políticas creadas por el gobierno venezolano. Hasta enero de 2015, más de 50 personas habían sido arrestadas por protestar.

### Intento del referéndum revocatorio
Fue un proyecto de referéndum revocatorio cuyo proceso de convocatoria se inició formalmente el 26 de abril de 2016 en Venezuela cuando el Consejo Nacional Electoral (CNE) aprobó la entrega del formulario para la activación del referendo revocatorio y decidir la permanencia de Nicolás Maduro en la jefatura del Estado. Sus convocantes exigen que la activación y ejecución formal tenga lugar a finales de 2016, aunque el CNE anunció que, por razones logísticas, el referendo se realizaría a mediados del primer trimestre de 2017, evento que finalmente no ocurrió, dando paso a una crisis institucional en el país.
Fue un proyecto de referéndum revocatorio cuyo proceso de convocatoria se inició formalmente el 26 de abril de 2016 en Venezuela cuando el Consejo Nacional Electoral (CNE) aprobó la entrega del formulario para la activación del referendo revocatorio y decidir la permanencia de Nicolás Maduro en la jefatura del Estado. Sus convocantes exigen que la activación y ejecución formal tenga lugar a finales de 2016, aunque el CNE anunció que, por razones logísticas, el referendo se realizaría a mediados del primer trimestre de 2017, evento que finalmente no ocurrió, dando paso a una crisis institucional en el país.
En octubre de 2016 seis tribunales penales inferiores estatales venezolanos declararon nulos los procesos previos de recolección de firmas en sus estados. Como consecuencia, el Consejo Nacional Electoral declaró el cese de la realización del referéndum nacional para la remoción de Nicolás Maduro de la presidencia de Venezuela, siguiendo dictámenes previos del Tribunal Supremo de Justicia.

### Crisis institucional y protestas de 2017

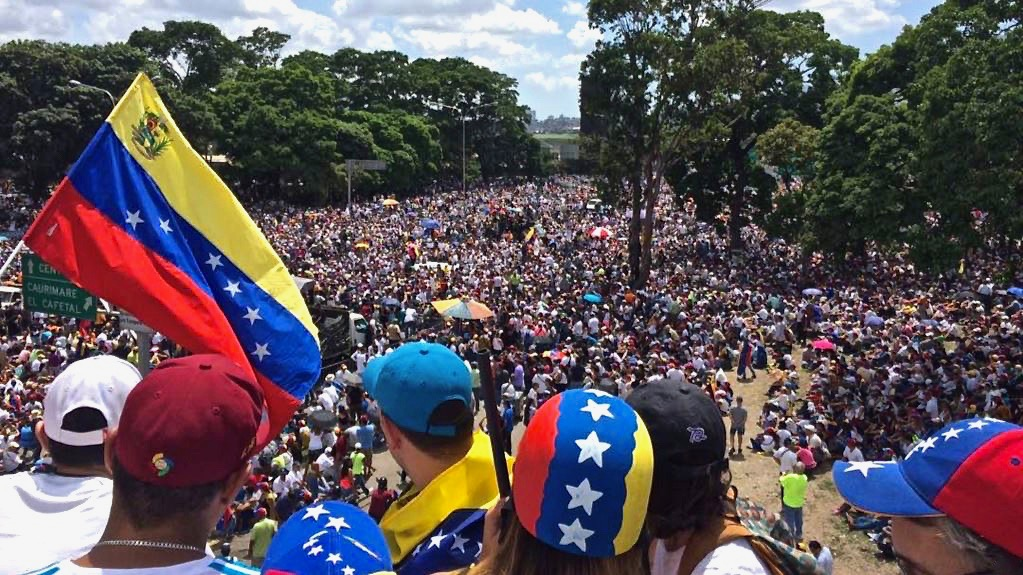
Protestas en Venezuela de 2017.

A raíz de la decisión del Tribunal Supremo de Justicia (TSJ) en marzo de 2017, de dictar la decisión N.º 156 mediante la cual se atribuye a sí mismo, despojando las funciones que le correspondían a la Asamblea Nacional (AN) y extiende los poderes del presidente Nicolás Maduro,  se originó una nueva oleada de protestas. La oposición volvió a las calles el 1 de abril con nuevas peticiones después de cinco meses de ausencia, recordando que el 26 de octubre de 2016 fue la última convocatoria de la Mesa de la Unidad Democrática en rechazo a la suspensión del referéndum revocatorio. Caracas fue el centro de una gran manifestación de la alianza. La Guardia Nacional Bolivariana y la Policía Nacional Bolivariana reprimió con bombas lacrimógenas y perdigones. El 5 de abril de 2017, la ministra de Relaciones Exteriores, Delcy Rodríguez, acudió a la Organización de Estados Americanos a defender al Gobierno venezolano y aseguró que las fuerzas policiales actuaron «no para reprimir, sino para evitar que se expandiera la violencia».
Los líderes de la oposición y gran parte de su base de apoyo civil aseguraron que las manifestaciones contra el gobierno se mantendrían hasta la salida del gobierno venezolano o hasta que se cumplan una serie de metas con la que ideólogos de la oposición esperan pueda tener lugar una «transición democrática», sin embargo las protestas se fueron diluyendo hacia agosto de 2017. El 27 de abril de 2017 el gobierno de Nicolás Maduro ordenó el retiro de Venezuela de la OEA, y las relaciones diplomáticas de Venezuela con los demás países caen a un punto crítico. Según el Observatorio Venezolano de Conflictividad Social entre abril y agosto de 2017 hubo 6.729 protestas y 163 fallecidos.

#### Ataque al TSJ
El 27 de junio de 2017 se produjo un ataque al Tribunal Supremo de Justicia de Venezuela, llevado adelante por un grupo de miembros de la policía venezolana liderado por el disidente Óscar Pérez, desde un helicóptero policial. Durante el ataque se lanzaron granadas contra el edificio. Maduro calificó el incidente como un «ataque terrorista».

#### Asedio a la Asamblea Nacional
El 5 de julio de 2017 se produjo el asedio de la Asamblea Nacional entre miembros y empleados de la Asamblea Nacional, mayoritariamente por partidarios del gobierno, liderados por los periodistas oficialistas Oswaldo Rivero y Luis Hugas. El Mercosur consideró que el episodio «constituye un avasallamiento del Ejecutivo sobre otro Poder del Estado», e instaron al gobierno «a poner fin inmediatamente a todo discurso y a todas las acciones que incentiven una mayor polarización.»